# San Juan Achiutla
San Juan Achiutla es la cabecera del municipio de San Juan Achiutla que se localiza al noroeste del estado de Oaxaca, México. Fue creado por resolución presidencial el 17 de octubre de 1947.Su fundación del pueblo fue en 1524. Tiene una superficie de 49.76 km². Por estar clasificado como comunidad indígena, elige a sus autoridades por usos y costumbres.  El pueblo se encuentra situado en una cadena montañosa, entre los cerros Negro al oriente, Yucuquise al noroeste, Cuate al norte y Totolote al sur. Es atravesado por el río Los Sabinos y cuenta con una represa denominada Cahuayande. Su clima es templado.Cuentan los pobladores que la imagen de la iglesia de San Juan Evangelista es de roma. Su fiesta de San Juan Evangelista es el 27 de diciembre y el de San Juan Bautista es el 24 de junio. Está en la Mixteca Alta, una de las tres partes que componen la región Mixteca, y dentro de la Mixteca Alta fue una de las comunidades de la región que llevó el mismo nombre que su capital: Ñuu Undecu, Achiutla (hoy San Miguel Achiutla) aquel importante centro religioso y político prehispánico, como abajo se describe.Tambien tiene dos patrones(santos) en la iglesia que se llaman:San Juan Bautista y San Juan Evangelista.que son de San Juan Achiutla

## La Mixteca
En 1906 el investigador francés León Diguet publicó en París lo siguiente acerca de la Mixteca:
La región montañosa y accidentada que constituye el país de los indios mixtecos y que formó, luego del establecimiento de los españoles, la provincia de la Mixteca, era designada por los nahuas con el nombre de Mixtecapan, palabra que se deriva de la palabra náhuatl Mixtlan (tierra nublada o brumosa), término compuesto por Mixtli (nube) y del sufijo tlan, locativo, lugar. Este nombre habría sido dado al país a causa del clima frío y brumoso que reina frecuentemente sobre las regiones elevadas del macizo de la Alta Mixteca.
Este territorio comprende, en la división geográfica actual, una parte importante del estado de Oaxaca y una fracción de los estados de Puebla y de Guerrero.
El nombre que los mixtecos dieron a su país antes de la Conquista no se conoce, solamente sabemos por el padre Antonio de los Reyes, misionero que radicó en Teposcolula alrededor de 1593 y autor de una gramática de la lengua mixteca, que los mixtecos eran nombrados por sus vecinos los zapotecas con el nombre de Mixtoquijxi (gatos salvajes), denominación probablemente irónica y venida de la aspereza de los lugares que estos indios habían elegido para establecerse.

## Achiutla

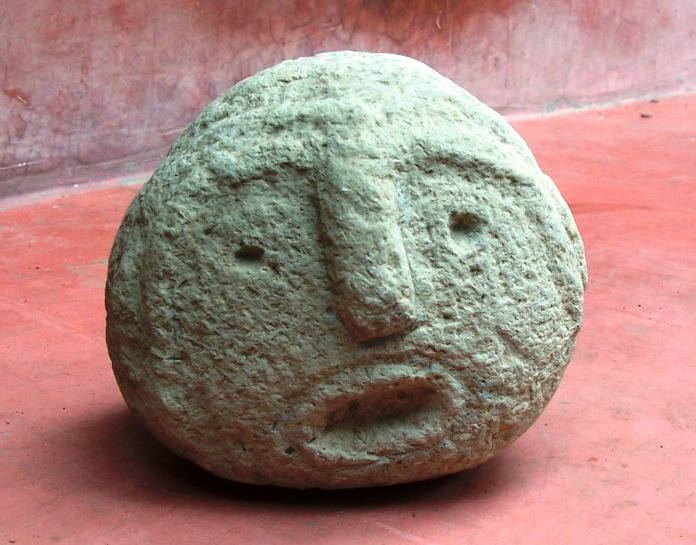
El hombre de Achiutla. Pieza prehispánica. San Juan Achiutla. Donación: Heliodoro Martínez.

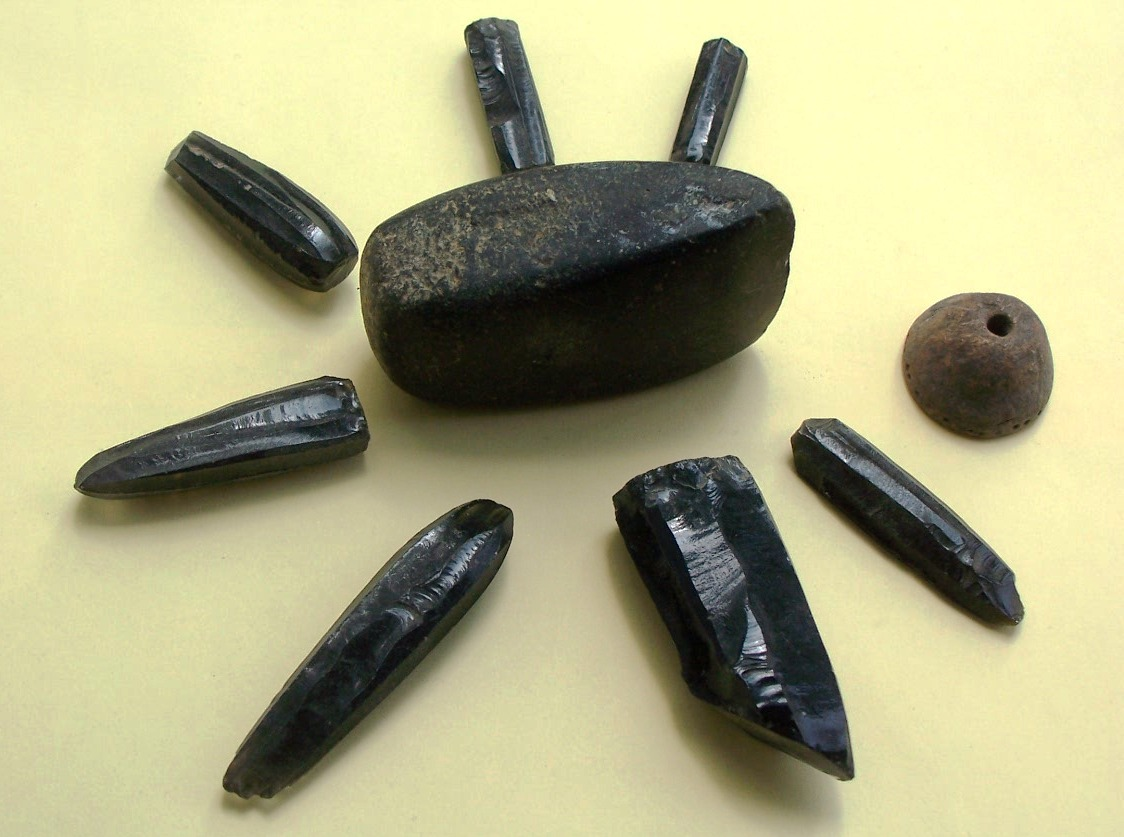
Hacha de piedra, puntas de flecha de obsidiana y malacate encontrados en San Juan Achiutla. Donación: Heliodoro Martínez.

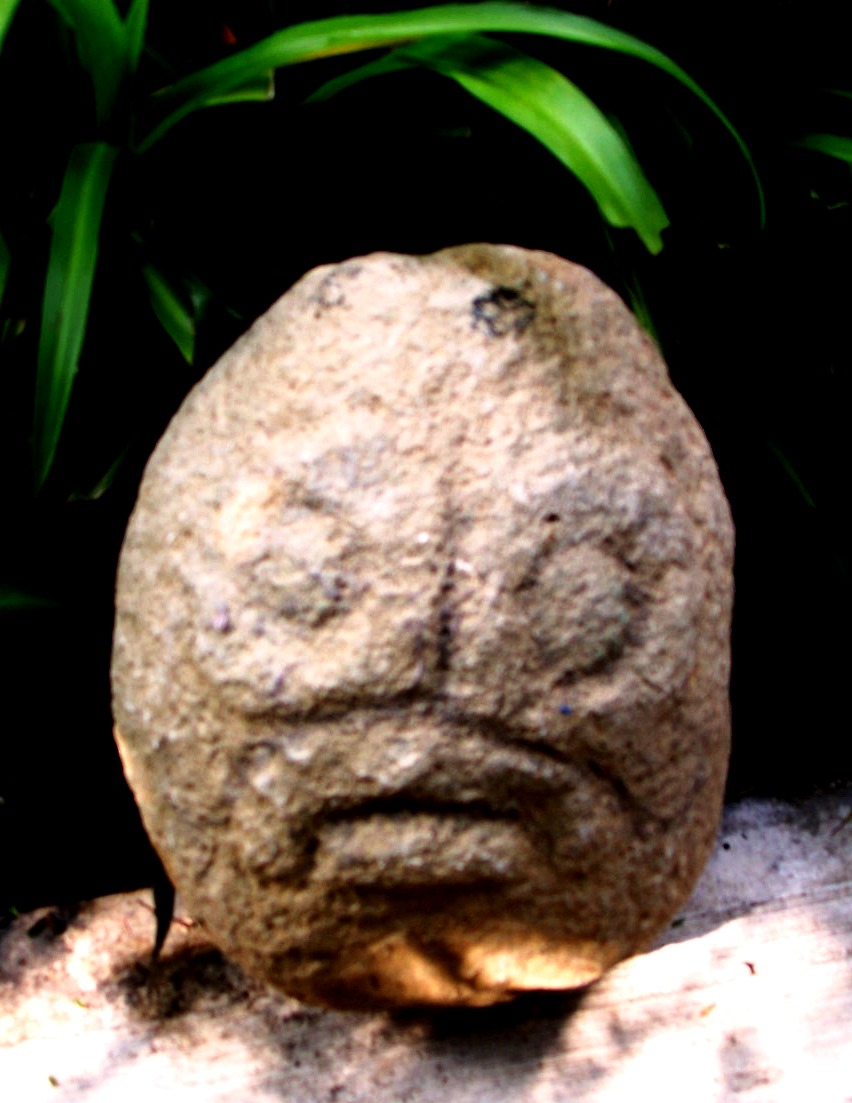
Escultura prehispánica en piedra en forma de gota representando a Dzahui, dios de la lluvia, encontrada en San Juan Achiutla. Donación: Heliodoro Martínez.

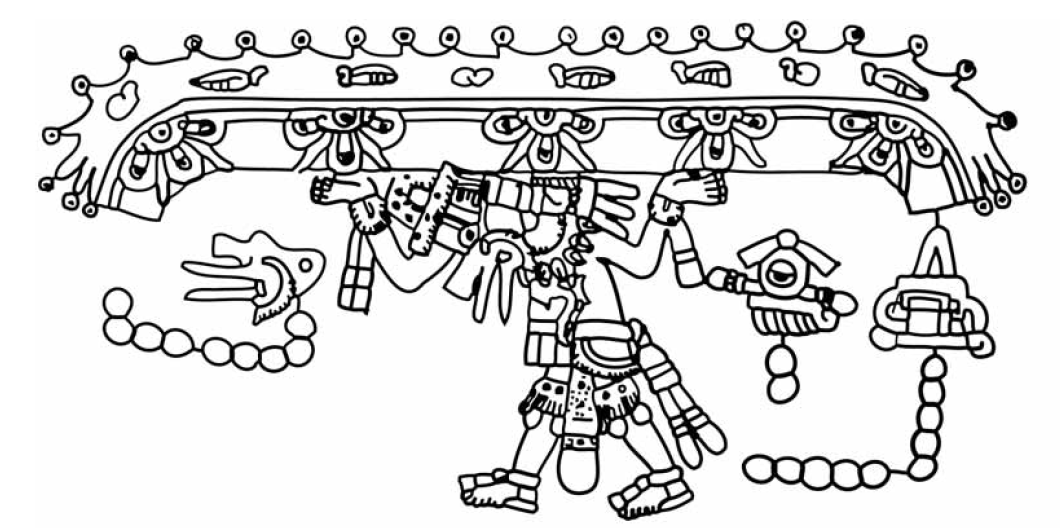
El señor 9 viento llevando lluvia a la Mixteca

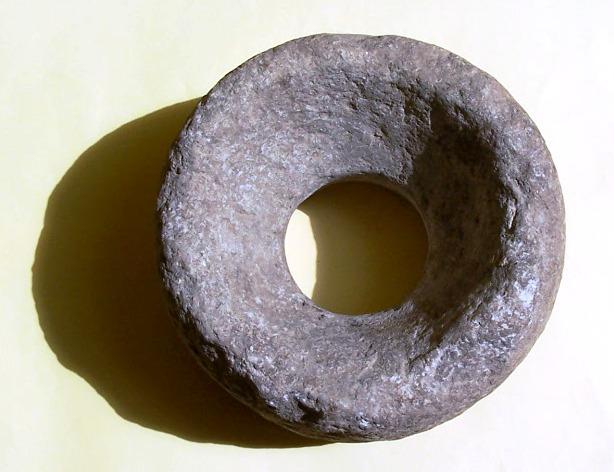
Piedra Negrito, utensilio doméstico mixteco desde tiempos precolombinos para insertar en el centro rajas de ocote e iluminarse en la oscuridad para moler nixtamal o hacer tortillas en la madrugada; o sostener utensilios como cucharas o palas de madera sin depositarlas en superficies. Basalto. Diámetro 13 cm y alto 8 cm San Juan Achiutla

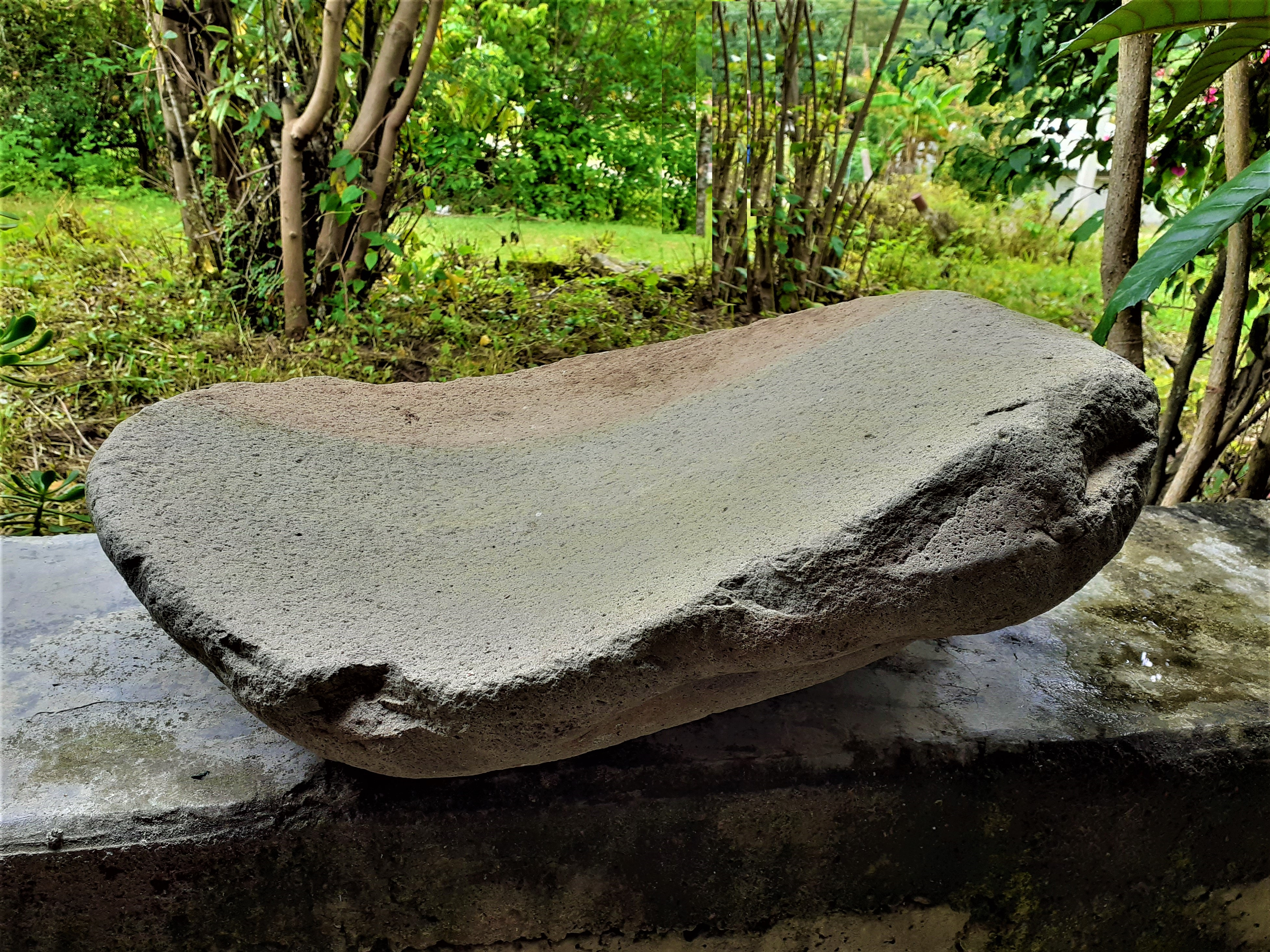
Yooso (metate en mixteco) prehispánico encontrado en San Juan Achiutla

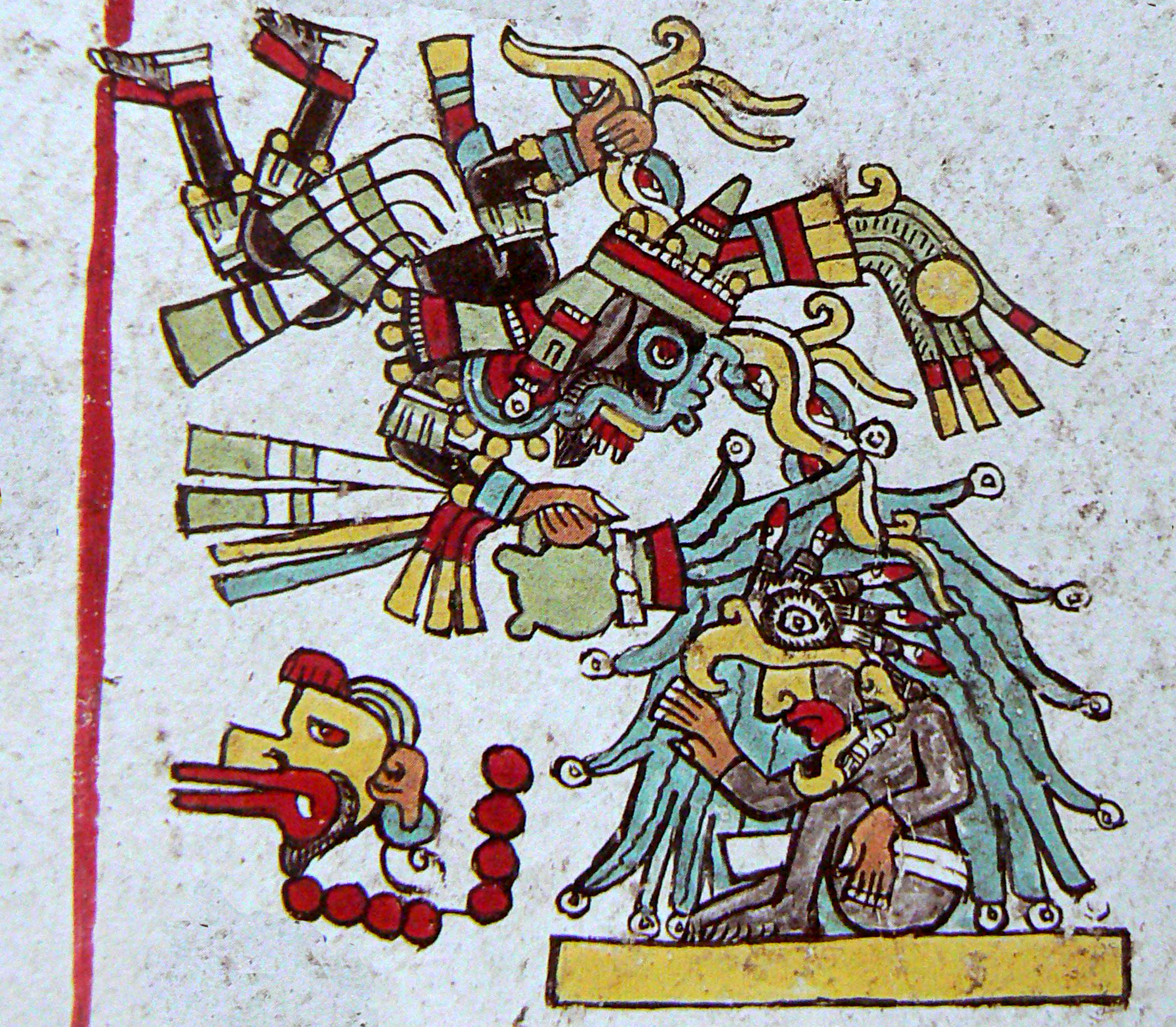
El dios Dzahui consagrando a un gobernante mixteco al derramar, con su cántaro, lluvia sobre él (Códice Nuttall, lámina 5, reverso).

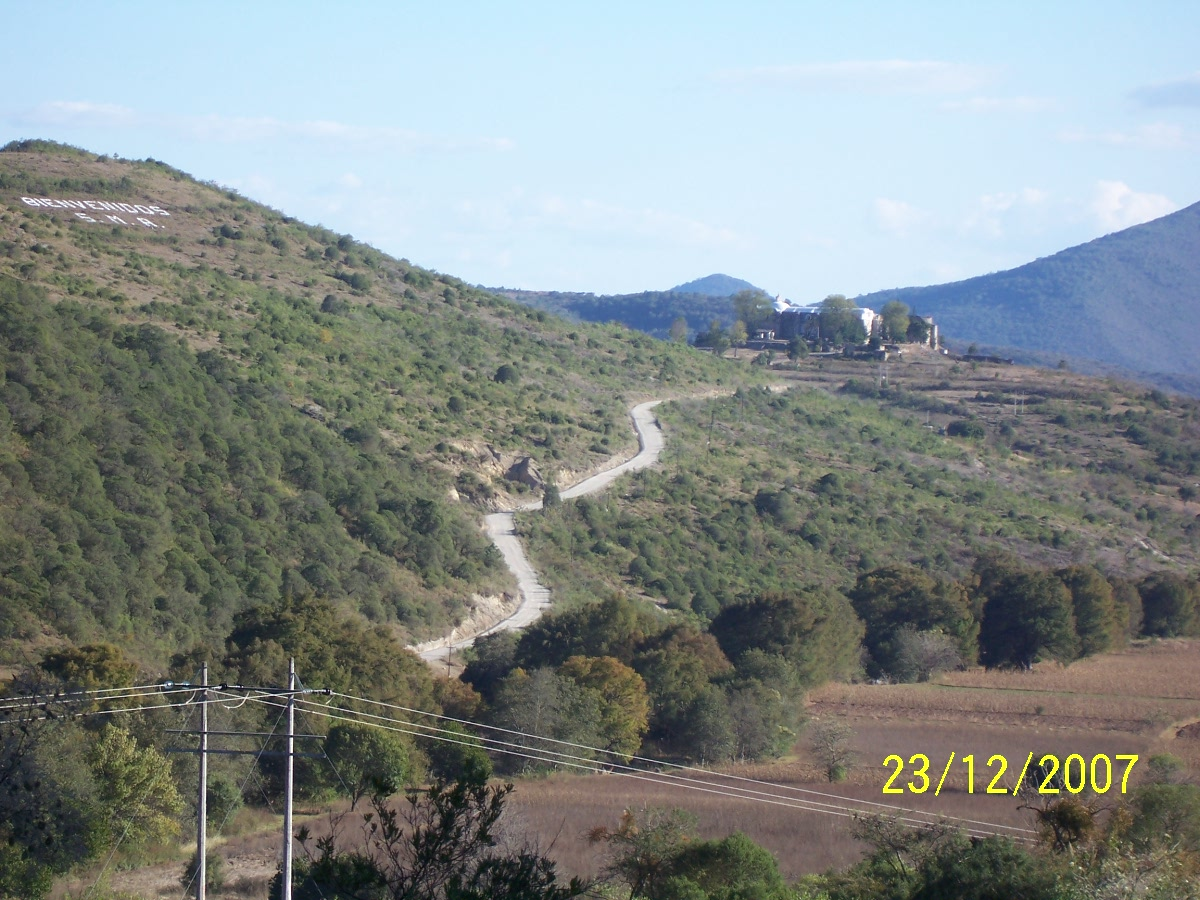
Camino a y sitio Ñuu Ndecu, la Ciudad en Llamas, Achiutla lugar arqueológico prehispánico y colonial

León Diguet hizo también historiografía sobre Achiutla:
Dos localidades son señaladas como haber sido el punto central de la colonización del país: Apoala y Achiutla. Estos asentamientos crecieron y florecieron como centros urbanos que, aunque reducidos hoy a simples pueblos, hasta la conquista europea fueron ciudades florecientes.
Achiutla o Achutla (Achioztlan) está representado hoy -escribió Diguet en 1906- por dos pueblos situados a poca distancia uno de otro, San Juan Achiutla y San Miguel Achiutla, en que la población total llega apenas a 1,800 individuos. La altitud media tomada entre las dos poblaciones es de 1,800 metros. La antigua ciudad de Achiutla estaba al norte del pueblo de San Miguel, sobre la meseta donde hoy se eleva la iglesia.
Antes de la Conquista, la población probablemente alcanzó los 14,000 habitantes, pero se encontró notablemente reducida a raíz de una epidemia de “mazahuatl” (sic).
Establecido en el centro de la Alta Mixteca, Achiutla fue la residencia del jefe que gobernó el Mixtécapan. Después de la escisión que dividió el país en tres principados, esta ciudad quedó como el centro espiritual o residencia del Taysacca o jefe religioso. El templo era famoso, venían de todas partes para venerar a una divinidad considerada como una personificación de Quetzalcoatl. Estaba representada por una esmeralda de gran dimensión sobre la que se encontraban esculpidos un pájaro y una serpiente. Esta joya despertó la admiración de los españoles por la perfección y acabado del trabajo. Fue destruida por los misioneros como adelante se describe.
A la vera de la antigua ciudad se abre una gruta, la entrada presume un subterráneo que comunica con el pueblo de San Juan y por el cual, en tiempos de guerra, se podía ir de uno a otro.
El nombre náhuatl de Achiutla parece originarse de esta gruta. Descomponiéndolo, se encuentra que en efecto: achio significa frecuente, oztli, gruta, tlan, localidad o lugar: lugar de la gruta frecuentada o concurrida. Otra posible etimología es la siguiente: Atl agua, chipimi gotear, otli camino, tlan localidad o lugar: sitio de los caminos donde rezuma el agua.
En cuanto al nombre mixteco, Sundecu o Sundico Mixteco, nunu pueblo, dico pulverizado, hecho polvo. Este nombre habría sido dado al pueblo, a causa de que la esmeralda venerada habría sido reducida a polvo por los misioneros.
La situación geográfica, el esplendor y la importancia religiosa de Achiutla son probablemente las causas que lo han hecho considerar como el lugar de origen de la nación Mixteca. Aunque hasta el presente no se tiene información precisa que puedan probar su prioridad sobre Apoala.
Jansen y Pérez Jiménez refieren a Achiutla en su Paisajes sagrados: códices y arqueología de Ñuu Dzaui de la siguiente manera: 
En el Códice Añute (Selden), p. 6-III, vemos cómo la princesa 6 Mono emprende un viaje bajo tierra. Al parecer lo inicia desde una abertura en la pared rocosa sobre un río, dentro de la cual se veneraba la joya que era el Corazón del Pueblo de la Lluvia (Ñuu Dzaui el pueblo mixteco); probablemente se trata de la cueva Ñuu Ndecu (Achiutla) donde se conservaba el envoltorio del “Corazón del Pueblo” (Burgoa 1934, I: 319, 332-333). La princesa comenzó con pedir permiso a un Ñuhu, probablemente el guardián de la entrada del pasillo subterráneo: su nombre Hueso-Coa, Yeque Yata, podemos descifrar como “hueso (yeque) de antes (yata)”.
Por su parte explica Manuel A. Hermann Lejarazu en su obra sobre el Códice Yucunama: 
Enfocamos el área de la Mixteca alta, la parte más montañosa y elevada de Ñuu Dzaui. En la época precolonial florecieron aquí los reinos de Ñuu Tnoo (Tilantongo), Chiyo Cahnu (Teozacualco), Ñuu Ndaya (Chalcatongo), Ndisi Nuu (Tlaxiaco) y Ñuu Ndecu (Achiutla), entre otros.
Los dioses Sol y Venus tiraron dardos desde el cielo con los que perforaron el gran Cerro Precioso del Lugar de Arena. Uno de sus dardos fertilizó la tierra y así nació el primer ancestro del linaje. La nieta de este Señor Primordial se casó con un príncipe, que había nacido de un árbol grande en la Ciudad de las Llamas, Ñuu Ndecu, el actual Achiutla.
Achiutla, como se conoce actualmente a Ñuu Ndecu (“Ciudad Ardiente”), fue en la época antigua el centro espiritual de la Mixteca Alta, el “Templo Mayor de esta Nación [mixteca], donde para todas sus resoluciones de paz y de guerras tenían el oráculo de sus consultas […]; venían de otras muy distantes provincias a pedirle favor y preguntarle en sus trabajos y dudas lo que debían hacer”. El asentamiento prehispánico fue grande e importante: más de cuatro mil familias vivieron en sus hermosos valles al lado de los ríos, ocupándose en los trabajos del campo, “y para que no se descuidasen, tenían señalados como pregoneros, oficiales que elegían por año, para que todas las mañanas al despuntar el sol, subidos en lo más alto de la casa de su república, con grandes voces, llamasen y excitasen a todos, diciendo: salid, salid a trabajar, a trabajar” (Burgoa, 1934b I: caps. 23 y 26).
Al calificar a Ñuu Ndecu como el Templo Mayor de Ñuu Dzaui –la nación mixteca–, los cronistas hacen una comparación implícita con el famoso Templo Mayor de los aztecas en su capital México-Tenochtitlan. Hasta hoy se distingue la silueta de la antigua pirámide, una especie de acrópolis, a la que la tradición designa como el Templo del Sol. Todo este conjunto está, como dijimos, sobre una loma con promontorio, entre ríos (que corren de norte a sur). En el lado occidental pasa el Río de los Sabinos; en el lado oriental pasan el Yute Uha, “Río Salado”, y el Yute Ita, “Río de Flores”. Al pie del promontorio del convento se juntan estos arroyos y forman el Yute Ndaa, “Río Extendido” o “Río Azul”.
La tradición oral del lugar sostiene que antiguamente todo el valle de Ñuu Ndecu fue una gran laguna, sobre la que apenas se levantaba el promontorio y la loma del Siki Tinduu. Se trata del concepto del lago primordial, que al igual que la oscuridad, es una metáfora para la zona liminal en que se produjo la creación del mundo actual.
Prosigue H. Lejarazu explicando los orígenes del pueblo mixteco: 
Los dos sacerdotes llevaron piedras de poder –Piedra del dios de la Lluvia y Piedra de Lagartija– al santuario de Yuta Tnoho (Apoala), donde recibieron bendiciones e instrucciones de la Señora 9 Lagarto, que reinaba allí (Códice Añute, p. 1-III). Notamos de paso la coincidencia conceptual entre esta Piedra de Lagartija y el relieve de una lagartija en un edificio temprano de Huamelulpan. En Ñuu Ndecu (Achiutla), los sacerdotes colocaron estas piedras al lado de la laguna primordial, al pie de la Gran Ceiba, hicieron sus rezos, esparcieron su sangre sobre papeles y ofrecieron piciete (sic) molido. Fue entonces cuando se abrió el Árbol y parió al Ancestro Fundador, Señor 2 Hierba “Difunto que se manifiesta como Serpiente Emplumada”. Le siguieron seis hermanos, probablemente ancestros de seis familias nobles de Añute ( Jaltepec). Es decir, esta historia de origen nos habla de un grupo de siete hombres que nacieron del Árbol de Ñuu Ndecu, el principal de los cuales fue el fundador de la dinastía gobernante (yaa tnuhu iya toniñe).
Al respecto también describen Jansen y Pérez Jiménez: 
Por este acto de magia y respeto religioso creció en aquel lugar el gran Árbol del Origen, que levantó y sostiene el cielo. Era el Árbol del Ojo, Yutnu Nuu, una ceiba o un pochote, rodeado por las serpientes de niebla y de oscuridad, es decir por misteriosos e impresionantes poderes sobrehumanos. A él fueron ofrecidos –colocados en cesto y jícara- el jade y el oro, la riqueza en abundancia- el águila y la serpiente de fuego –el poder para transformarse y volar en trance, como Bola de Lumbre- así como la mano con el cuchillo y la soga –la autoridad civil.
Junto a él nacieron: el señor 1 Águila, Agua; el señor 3 Agua, Maguey; el señor 5 Venado, Guajolote; el señor 5 Movimiento, Codorniz; el señor 5 Lagartija, Lluvia, y el señor 5 Águila, Lluvia. Ellos eran los fundadores y Dueños Primordiales, los que dieron vida a la región. Eran los primeros Nuuddzahui (mixtecos).
Continúa Hermann Lejarazu: 
La posición importante de Ñuu Ndecu como centro espiritual de Ñuu Dzaui y núcleo de su vida litúrgica y política en la época precolonial, se expresa también en el nombre de la deidad principal que se veneró aquí. El santuario principal se encontraba en la cumbre más alta de la montaña del pueblo, donde el Sumo Sacerdote rendía culto al Envoltorio Sagrado que se llamaba Corazón del Pueblo. Envuelta en los tejidos preciosos estaba una antigua piedra de jade luciente del tamaño de un chile grande y esculpida en forma de un ave y una culebra enroscada, es decir, una imagen de la Serpiente Emplumada, el poder divino más importante de Mesoamérica, conocido como Quetzalcóatl en lengua náhuatl.
El Corazón del pueblo -a decir de Burgoa- representaba al fundador del linaje de los mixtecos: 
Y hacían sacrificios y adoraban a su primer fundador y decían que él era el corazón del pueblo y lo guardaban en lugar seguro y le ofrendaban cosas ricas como oro y piedras preciosas. Delante de aquel corazón ardía siempre leña donde quemaban copal o incienso.
Este Corazón del Pueblo aparece también en los manuscritos pictóricos de Ñuu Dzaui, concretamente en el Códice Añute (Selden), página 6-III, donde se pinta como una piedra preciosa con el nombre de “Corazón del Pueblo de la Lluvia” (Ini Ñuu Dzavui), es decir, “Corazón del Pueblo Mixteco”. Está situada en una gran cueva encima de un río.
Pérez Ortiz cita la descripción que el historiador y religioso dominico Francisco de Burgoa hizo de esta pieza en 1674, más de cien años después de su destrucción: 
…y entre sus nefandas aras, tenían una de un ídolo, que llaman Corazón del Pueblo, era de grande veneración, y la materia pedía mucho aprecio, porque era una esmeralda tan grande como un grueso pimiento de esta tierra, tenía labrado encima una avecita, o pajarillo, con grandísimo primor, y de arriba abajo enroscado una culebrilla con el mesmo arte, la piedra era transparente, que brillaba desde el fondo, donde parecía como la llama de una vela ardiendo; era antiquísima alhaja, que no había memoria de principio de su culto y adoración.
Estas referencias históricas -prosigue Lejarazu- no son suficientes para identificar el lugar exacto del culto al Corazón del Pueblo, ni su relación precisa con el oráculo. Claro está que el río representa el valle profundo de Ñuu Ndecu.
Al parecer, en el siglo XV, Achiutla fue conquistado por los mexicas, quienes destruyeron y quemaron su templo principal, al incendio que sufrió el templo y la urbe en 1462, se debe que lleve el nombre mixteco de Ñuu Nducu que en una de sus etimologías significa ciudad quemada o chamuscada, o que arde, ciudad en llamas.
Achiutla fue el principal centro de culto de Dzahui o Davui o Savi, el espíritu de la lluvia entre los mixtecos, que –como se ha dicho- también compone el nombre de los mixtecos: Ñuu dzavui, Ñuu dzahui o Ñuu savi. 
También en el periodo precortesiano, dice la leyenda, Yolomécatl (hoy Santiago Yolomécatl) fue fundada por seis caciques que emigraron de (San Juan) Achiutla quienes fueron: Iniyoo, Shiquivaa, Diquiyu, Yucuñundee, Ndautevi y Nduadinda.
Achiutla, Ñuu Ndecu, está en espera de su recuperación histórica y arqueológica, relevantes para la cultura mixteca, para el estado de Oaxaca y para México; así como de la reivindicación lingüística y étnica del indígena, del indio mixteco, objeto incluso en ocasiones de la negación, el rechazo y la autodestrucción de la etnia, la lengua y la cultura maternas, efectos del colonialismo y su falsa ideología, el racismo, que suplantan la dignidad y la riqueza que implican pertenecer a esta etnia y cultura milenarias.

## Rastros del periodo colonial de San Juan Achiutla

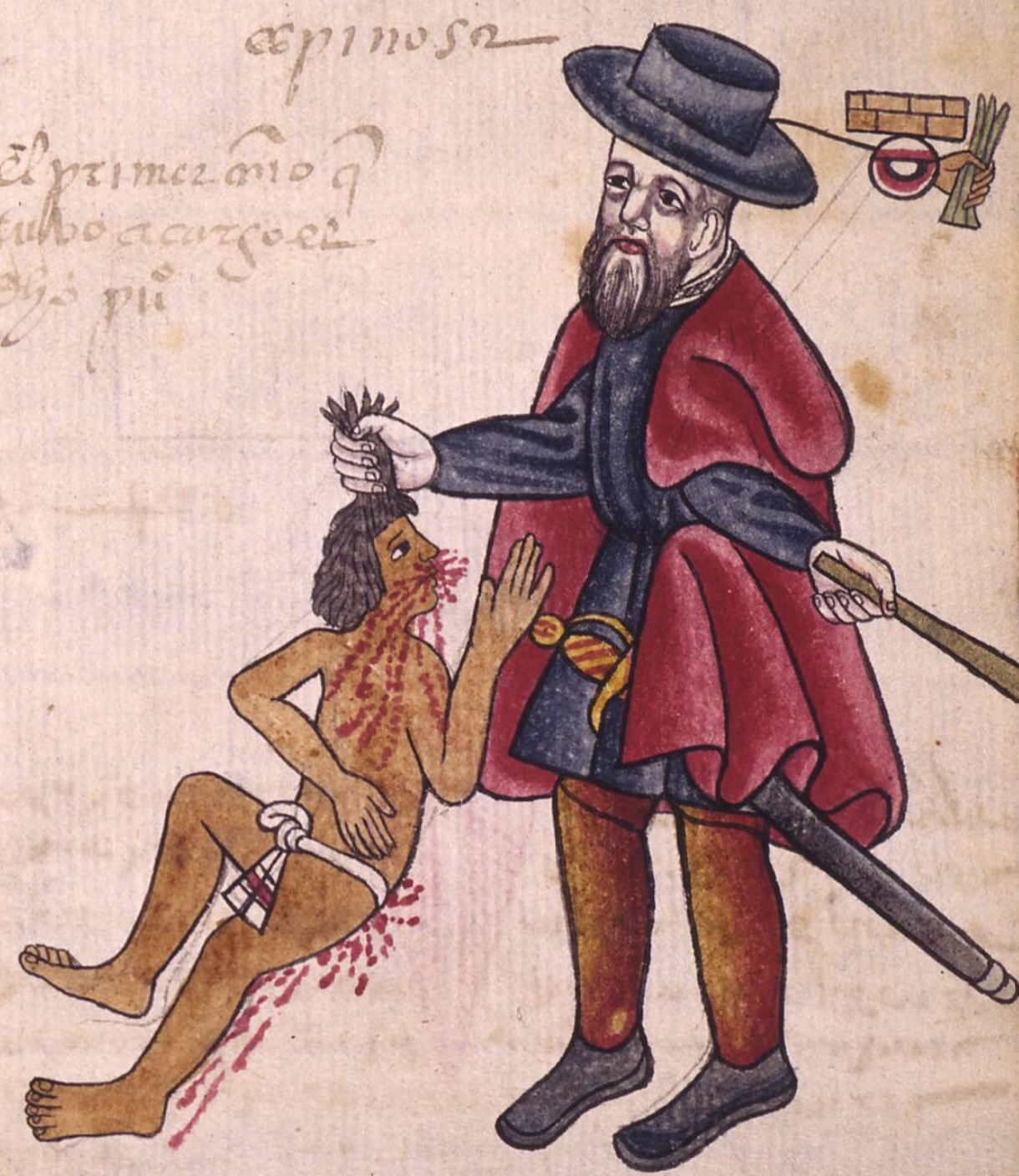
"...para poder pagar el tributo al encomendero, los señores naturales incluso vendían sus hijos y mujeres y aun así, si no se completaba el oro, les daban muchos palos y azotes..."

Cuando en la capital mexica, Tenochtitlan, se tuvo noticia de la llegada de Hernán Cortés y su tropa a Veracruz -refiere Alfonso Pérez Ortiz citando a José Antonio Gay- Motecuhzoma (Moctezuma) envió una embajada con algunos regalos para la deidad “Corazón del Pueblo” y para consultar el oráculo “para saber la suerte que estaba reservada para el pueblo”, el “pontífice” de Ñuu Ndecu entró al santuario y “El pueblo que había quedado a la parte de afuera, oyó entre ruido confuso de voces" el fatídico anuncio de que "el señorío de Moctezuma había concluido¨. El señor 2 Zopilote, Serpiente de Fuego-Sol y la señora 13 Casa, Flor de Murciélago, gobernaban Ñuu Ndecu cuando en “La tierra de la Lluvia”, se tuvieron esas funestas primeras noticias de los españoles. 
De 1522 a 1528 Achiutla, lo que eran San Miguel, San Juan y otros muchos pueblos, estuvo sometida indebidamente por el conquistador Martín Vázquez que sería procesado por maltratar y amenazar de muerte a los caciques de los pueblos por no entregarle tributos extraordinarios y suplantar al legítimo encomendero. En 1528 Achiutla pasó a formar parte de la encomienda de Francisco Maldonado su verdadero titular, Ñuu Ndecu le tributaba 48 tejuelos de oro en polvo, para poder pagar ese tributo, los señores naturales incluso vendían sus hijos y mujeres y aun así, si no se completaba el oro, les daban muchos palos y azotes (Pérez Ortiz, 2009). En 1550 su encomienda y en ella “Achiotla” (Achutla), pasó a doña Isabel de Roxas (Rojas) su mujer. 
En 1555 el virrey don Luis de Velasco y Ruiz de Alarcón ordenó que se dejara entrar a los religiosos de la Orden de Santo Domingo a Achiutla para "predicar la ley evangélica y administren los sacramentos a los naturales", ya que el clérigo puesto por el encomendero del lugar, don Tristán de Luna y Arellano, se los impedía. Los dominicos se establecieron finalmente en 1557 en Ñuu Ndecu fundando su comunidad que al tiempo destruiría templos e ídolos y construiría el primer templo cristiano dedicado a San sebastían, hoy en ruinas al lado norte del camino y al pie de la pirámide convertida en cementerio; y posterior a 1570, el gran "convento-doctrina" construido sobre un gran basamento piramidal, que también fue dedicado a San Sebastián y posteriormente a San Miguel Arcángel. (Pérez Ortiz, 2009). 

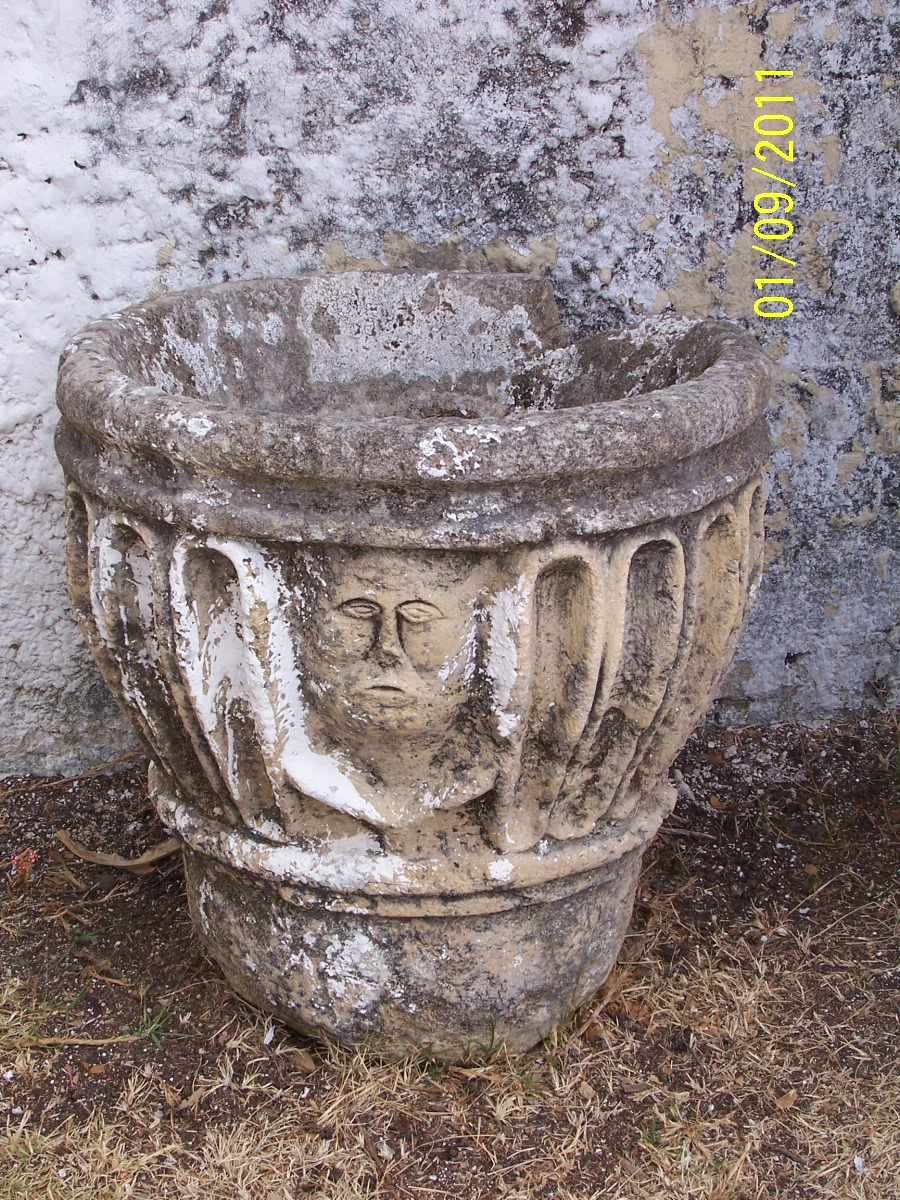
Pila bautismal de San Juan Achiutla. Periodo colonial

Entre los religiosos dominicos que llegaron a Achiutla estaba Fray Benito Hernández quien redactó su Catecismo cristiano escrito en lengua mixteca, y a quien se atribuye la evangelización de los mixtecos de Ñuu Ndecu; que continuaban practicando sus antiguas costumbres religiosas en forma oculta en las cuevas y cerros cercanos al lugar, devociones que combatió destruyendo ídolos y “bibliotecas” de códices, por lo que los indios casi lo mataron de hambre no proporcionándole alimentos, sin lograrlo porque otros consiguieron hacerle llegar comestibles. Igualmente los naturales seguían realizando el culto a la deidad “Corazón del Pueblo”. Fray Benito enterado de la existencia de esta imagen, subió con sus adeptos a la cumbre donde se encontraba y destruyó el centro ceremonial.
…una inmensidad de figuras varias de ídolos, que estaban como en nichos, sobre piedras manchadas obcecadamente de la sangre humana y humos de inciensos que les sacrificaban.(Burgoa)
Y consiguió hacerse de la deidad Corazón del Pueblo.
…y teniendo un día solemne prevenidos, y juntos muchos pueblos, sacó la piedra, y la quebrantó con grande dificultad, a fuerza de instrumentos, por su dureza, mandó molerla allí, hasta convertirla en polvo […] y desleída en tierra, la arrojó y pisó a los ojos de una gran multitud que concurrió al caso, y luego les hizo un grande sermón…(Burgoa)
Por lo que la pulverización de esa joya, sería posterior y alrededor de 1557 (Pérez Ortíz, 2009). 

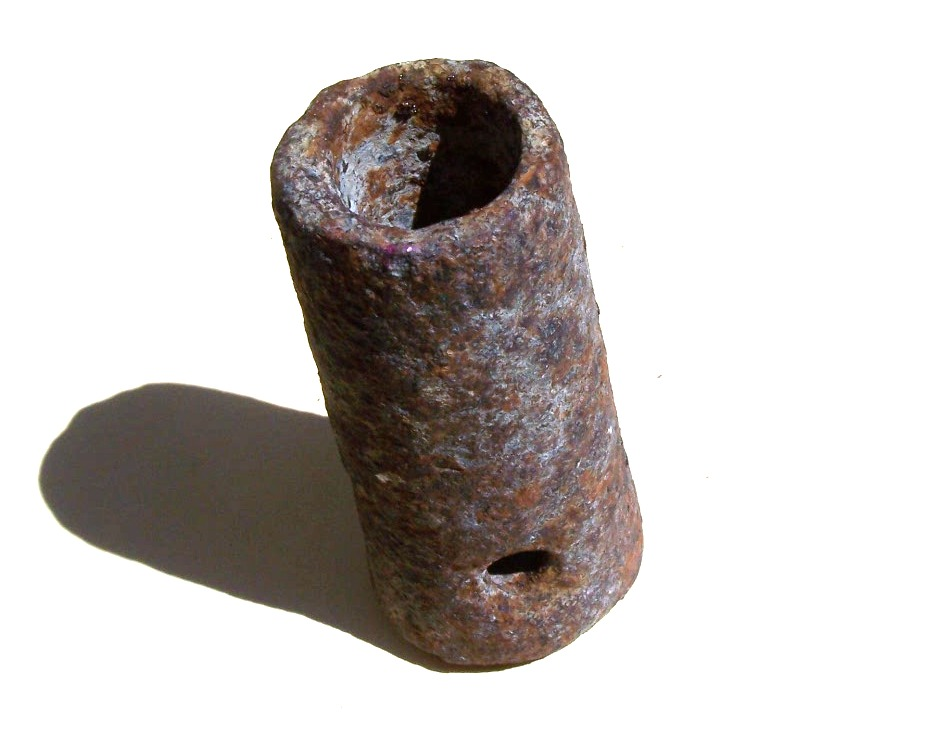
Cámara de Explosión. En gran número eran utilizadas en San Juan Achiutla desde la colonia hasta inicios del siglo XX en lugar de cohetes, se retacaban de pólvora y se detonaban por el orificio. Hierro. Alto 10 cm y ancho en la base 4,5 cm

En 1573, muere don Tristán de Luna y Arellano por lo que su encomienda, que incluyó Achiutla, pasó a su hijo don Carlos Luna y Arellano. 
Para 1580 había pocos pobladores españoles en las comunidades mixtecas de las montañas, ya que evitaban en lo posible visitarlas por temor a sus habitantes.
En 1584 fueron expedidos los títulos de los terrenos de San Juan Achiutla por el gobierno virreinal.'
En 1748 el virreinato expidió títulos comunales a San Juan Achiutla.
De ese último periodo, en la iglesia de San Juan Evangelista de San Juan Achiutla se conserva el siguiente rastro histórico: un cuadro al óleo de aproximadamente 1,4 por 1,2 m a cuyo calce dice “A la devoción de don Juan Ortiz y su esposa doña María Daniel, año de 1749". La obra tiene varios niveles:
- En el superior aparece la Santísima Trinidad.
- En la parte central un arcángel.
- Enseguida Santo Domingo de Guzmán y San Francisco de Asís.
- En el siguiente la imagen del purgatorio: un hombre con la tiara papal, otro con la obispal, un clérigo más, una mujer y un hombre, todos arden entre las llamas.
- Más abajo se representa una solemne misa a la que asisten los hombres a la derecha y las mujeres a la izquierda.

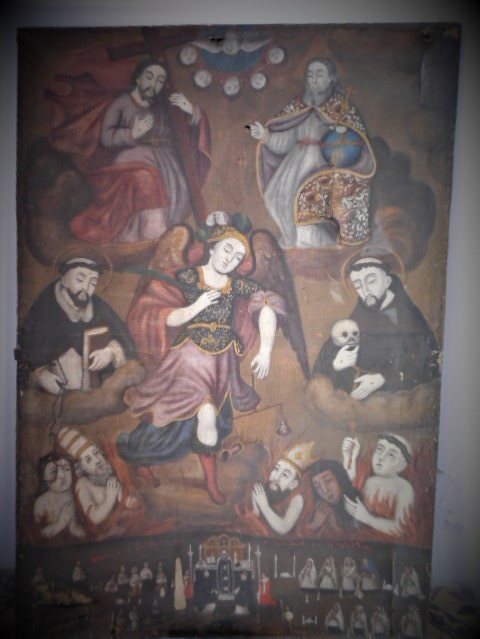
Pintura religiosa perteneciente a la Iglesia de San Juan Evangelista, San Juan Achiutla, Oaxaca, México, 1749.

En el deteriorado calce se alcanza a leer: “F. García Ruiz y José Isidro Ruiz, José de la Luz…” y más palabras en rojo ya ilegibles. Se podría deducir que en esa época había suficiente capacidad económica de algunos como para mandar a hacer pinturas al óleo posiblemente fuera de la población, probablemente en el Convento de San Miguel o en el de Teposcolula, y realizar solemnes celebraciones eucarísticas, de lo que podría colegirse la existencia de suficiente población y actividad económica como para generar riquezas por lo menos medianas. 
Esta pintura también es testimonio de que luego de doscientos años de colonización, la población profesaba plenamente la fe católica y para ese entonces ya era étnicamente mestiza, el pasado indio, los rastros materiales y las creencias precolombinas de aquella alta cultura del Ñuu Dzaui, de Ñuu Ndecu, habían muy probablemente desaparecido casi por completo bajo la eficaz acción y destrucción de los religiosos y civiles españoles. Quedaban sin embargo formas de la vida diaria, las propias características físicas de los pobladores que indicaban la pertenencia a una sociedad distinta, que no correspondía a la de los europeos y que estos habían tratado de borrar, que hoy en estas páginas se intenta redescubrir y recuperar.

## Independencia, siglo XIX
Del siglo XIX, ya en la época independiente, de San Juan Achiutla se conoce muy poco: 
- 1825 San Juan Achutla Nusuñe (así se llamó en esos años) fue parte de la circunscripción del entonces llamado partido[12] de Tlaxiaco.
- 1844 era poblado de la parroquia de Achutla, subprefectura de Tlaxiaco, distrito de Teposcolula.
- 1858 otra vez perteneció al partido de Tlaxiaco.
- 1875 en Achutla se registró una lucha de resistencia étnica de la cual no se tiene más información[13]
- 1888, en su libro Recuerdos Históricos del Episcopado Oaxaqueño, en el capítulo Plan de los nombres de los curatos de Oaxaca, el señor presbítero de la catedral de Oaxaca, don Eutimio Pérez, registró que en San Juan Achiutla se hablaba el mixteco[14] y que era parte del curato de Achiutla, que se componía por las siguientes poblaciones, algunas de ellas entonces nombradas de la siguiente manera:

Achiutla. — Mixteco. — Tiene 6 pueblos: dista de Oaxaca 30 leguas, de San Bartolomé 1, de Santa María Tapaltepec 4, de San Juan Teita 6, de San Juan de Achiutla l, de Santo Domingo Achiutla 1 y de Santa Catarina Achiutla.
- 1891 fue ayuntamiento del distrito de Tlaxiaco.

El periodo colonial, el siglo XIX y la Revolución en San Juan Achiutla están por ser investigados a detalle y contados si es que existen y se encuentran fuentes escritas y otros materiales de donde obtener esa información.

## Periodo contemporáneo

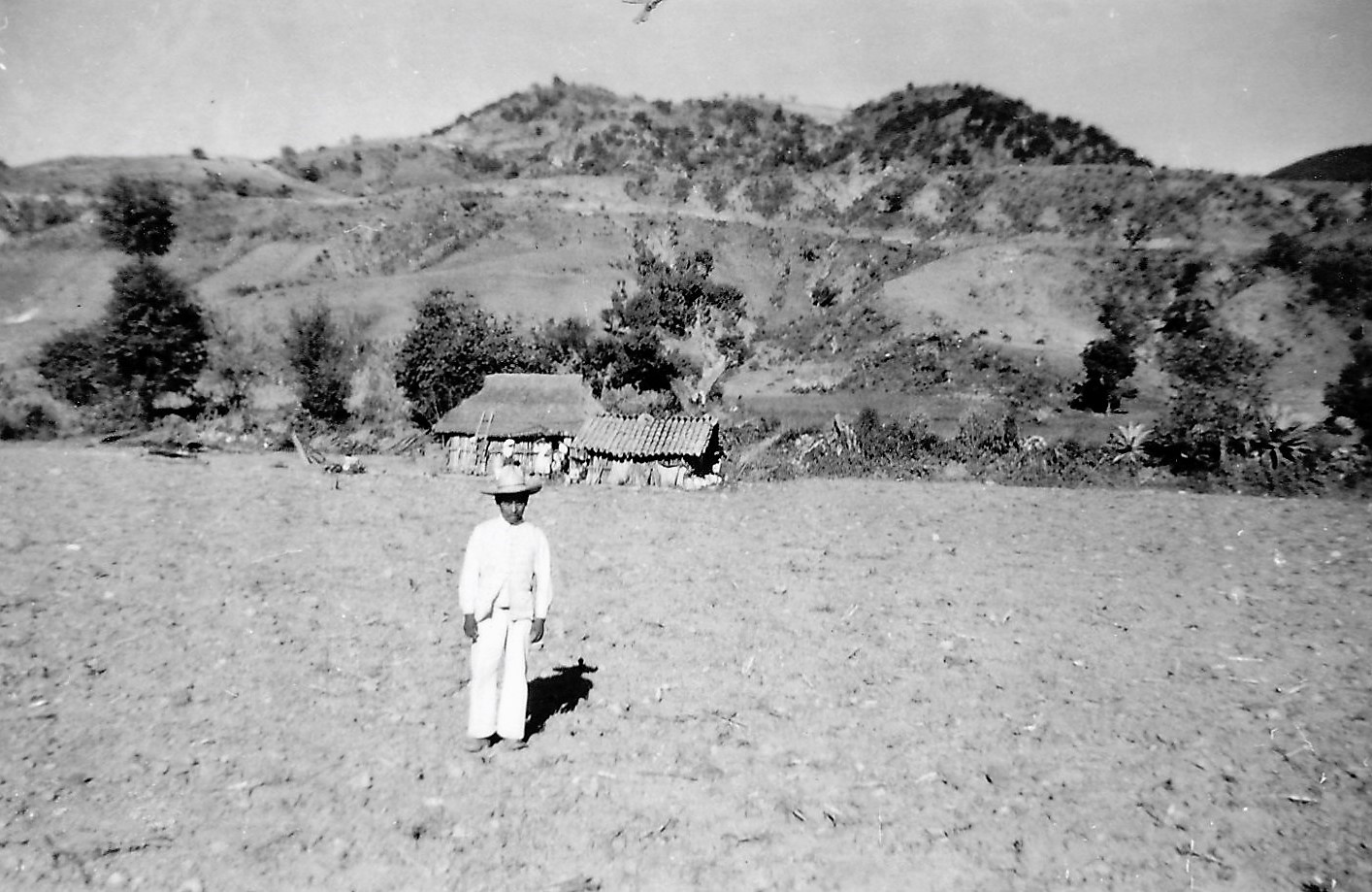
1945, campesino achiutleco. Al fondo, los jacales de doña Laura Bautista López. Era el principal tipo de vivienda rural en San Juan Achiutla en aquel tiempo.

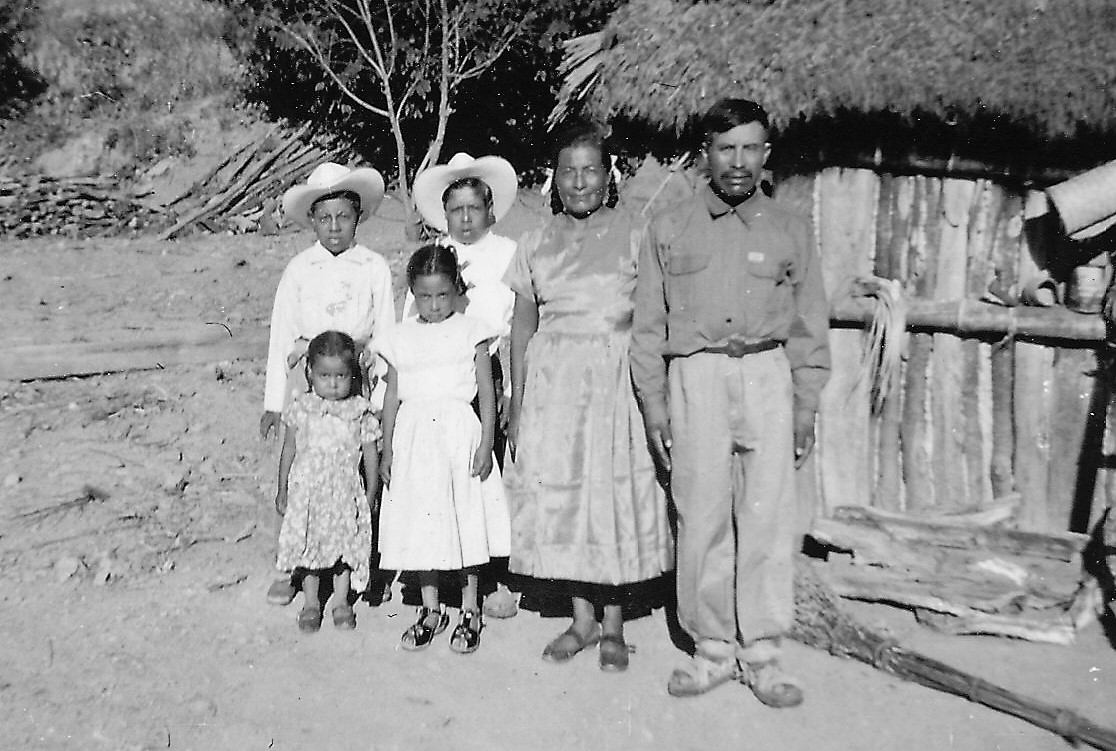
1945, familia achiutleca frente a su jacal durante la fiesta patronal.

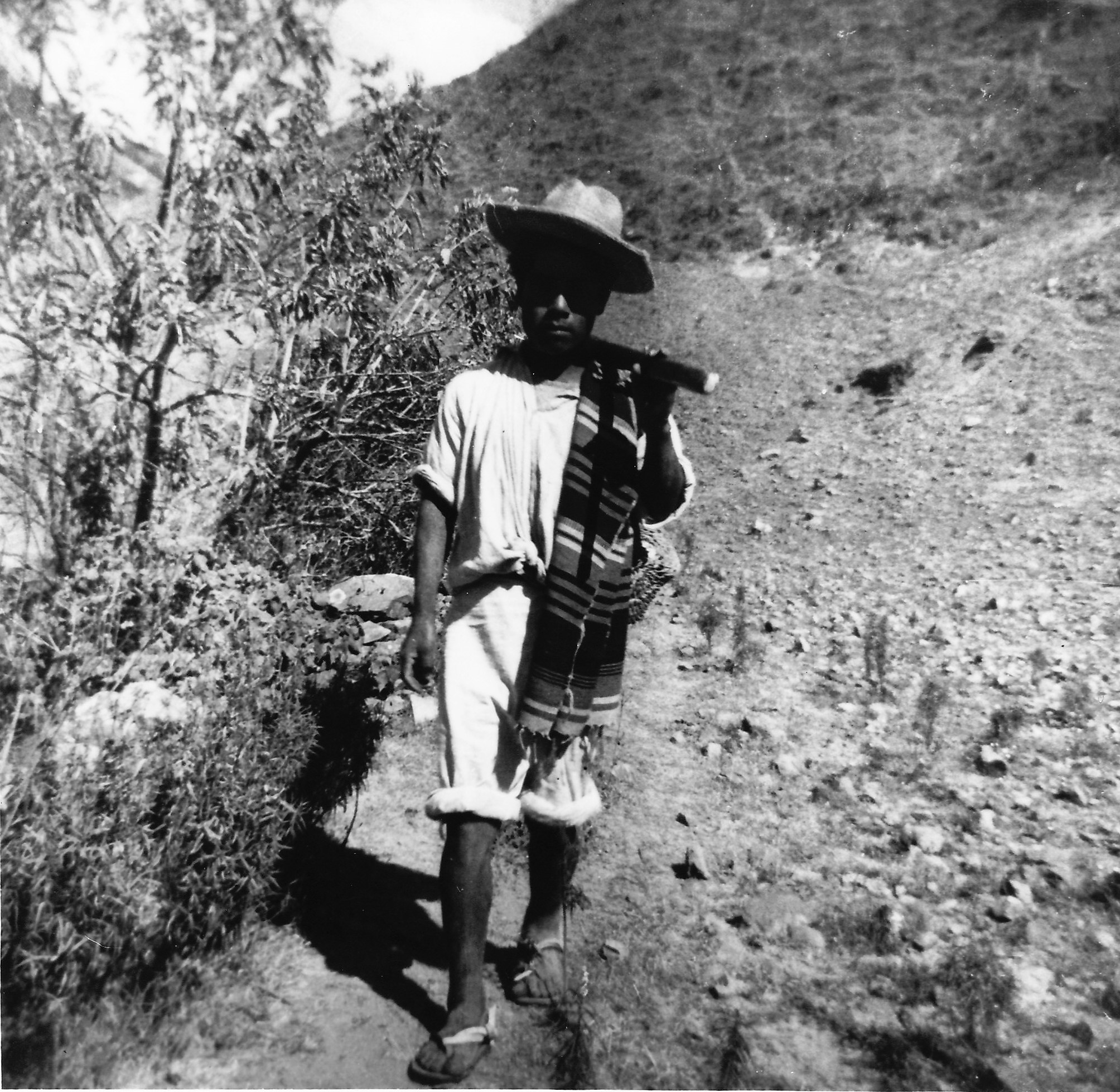
1945, campesino achiutleco con la vestimenenta usual en aquella época: sombrero de palma, gabán de lana, camisa y calzón de manta y huaraches.

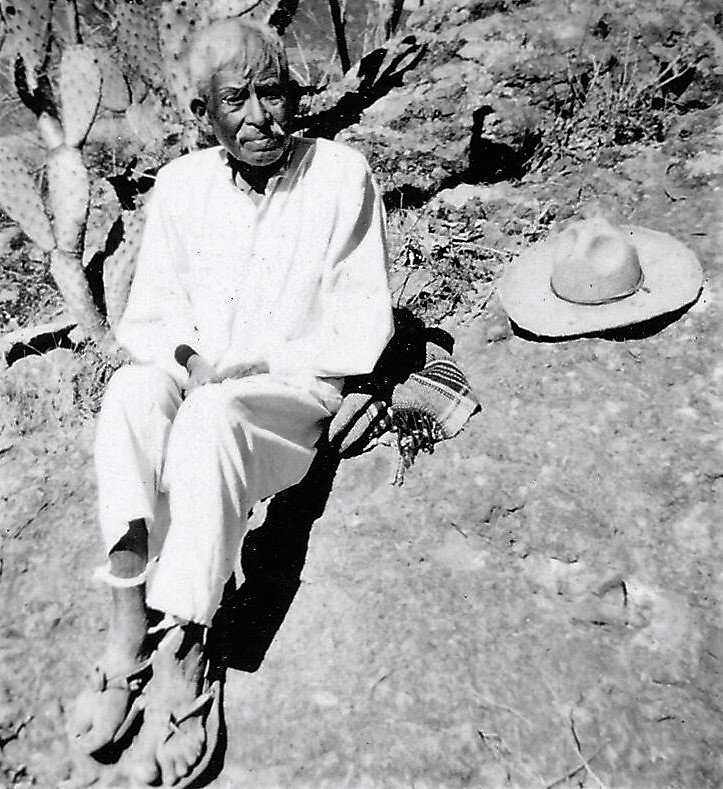
1945, Teodoro Trujillo, campesino achiutleco, abuelo paterno de Raúl Ruiz Bautista

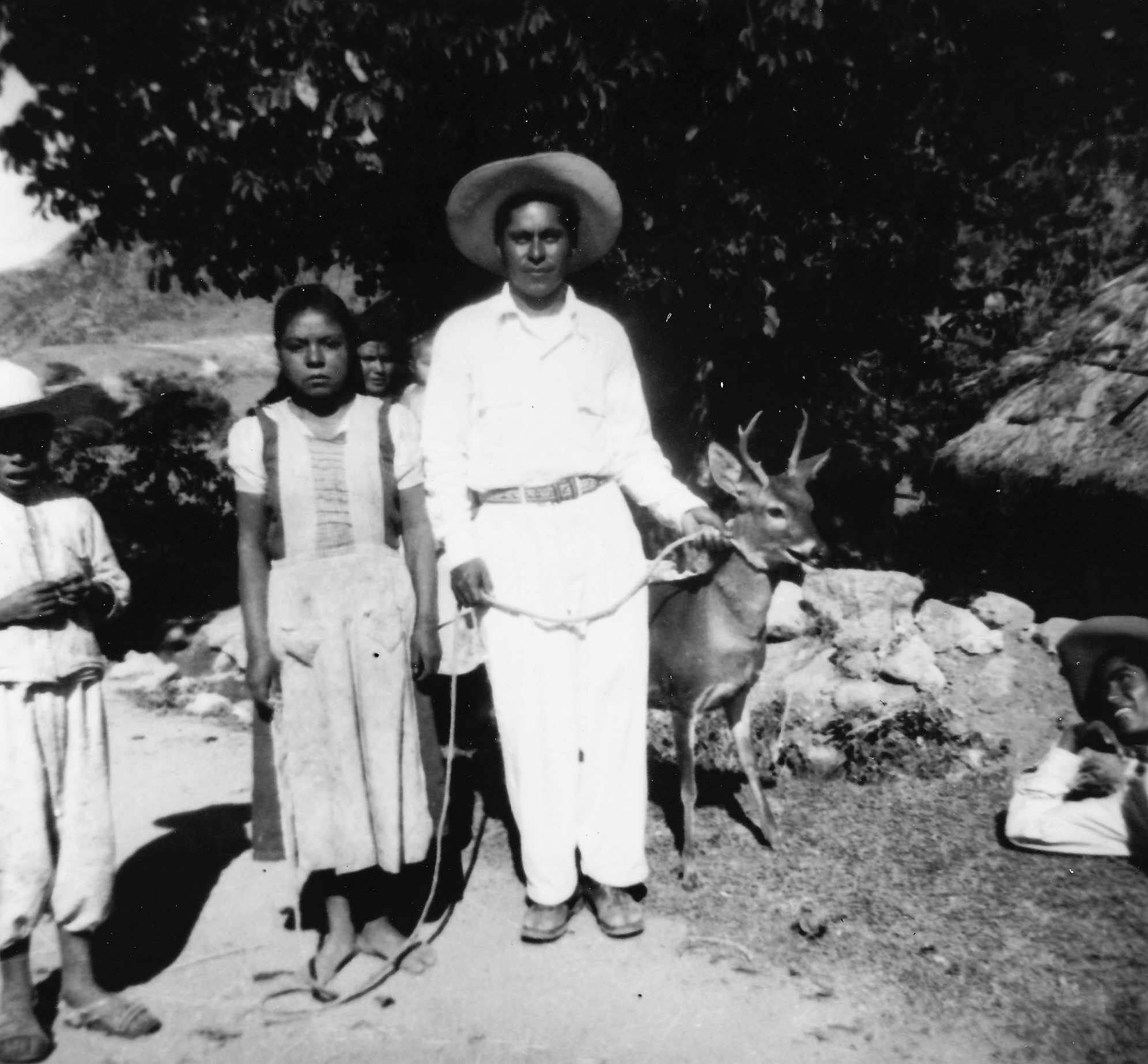
1948, habitantes de San Juan Achiutla, el joven con el venado fue Jesús A. Ruiz Sánchez (que con el tiempo sería presidente municipal de San Juan Achiutla) junto con su hermana Imelda

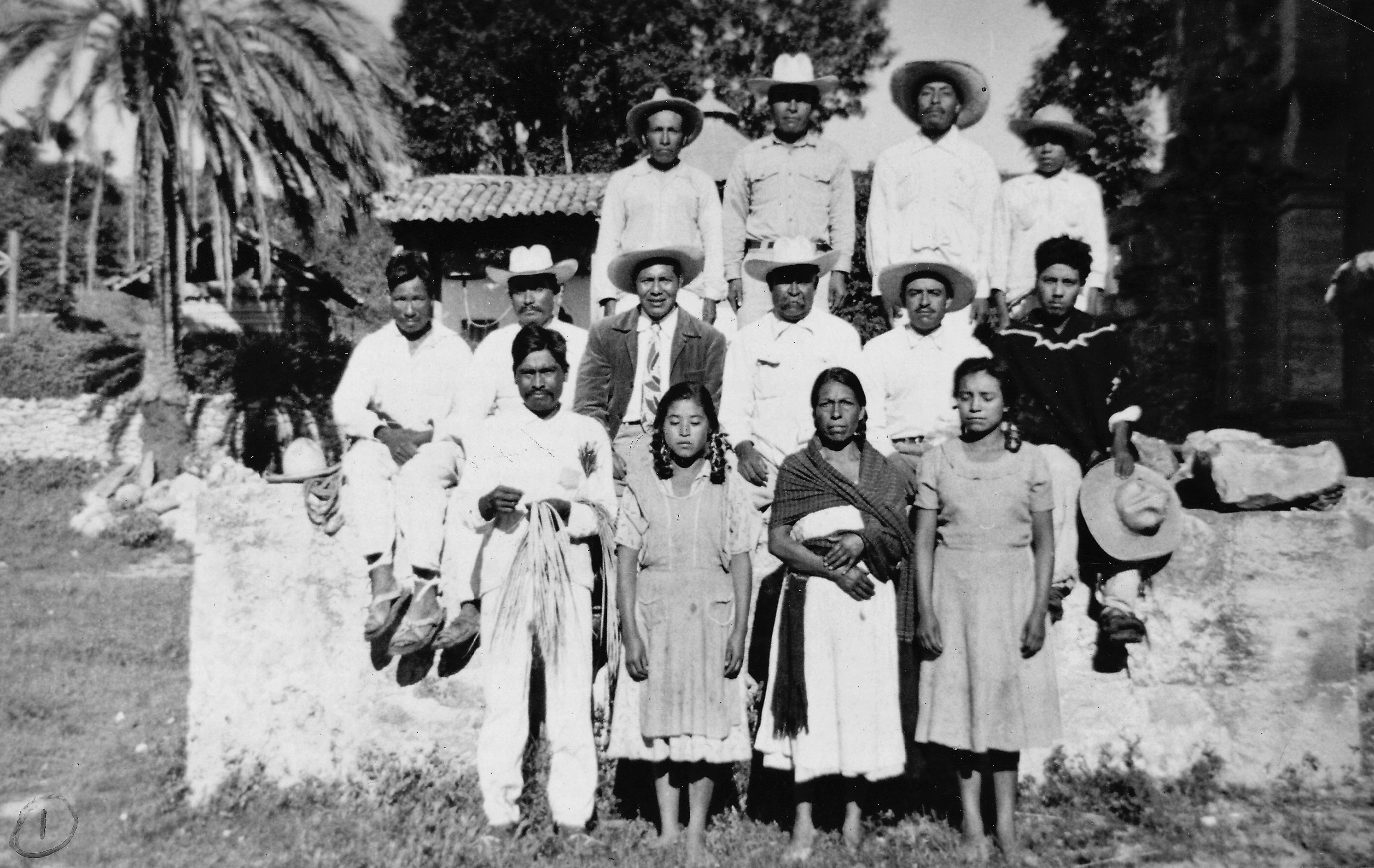
1952, achiutlecos, al centro, de bigote gris, don Rutilio Ruiz Hernández y a su izquierda, de corbata, Raúl Ruiz Bautista

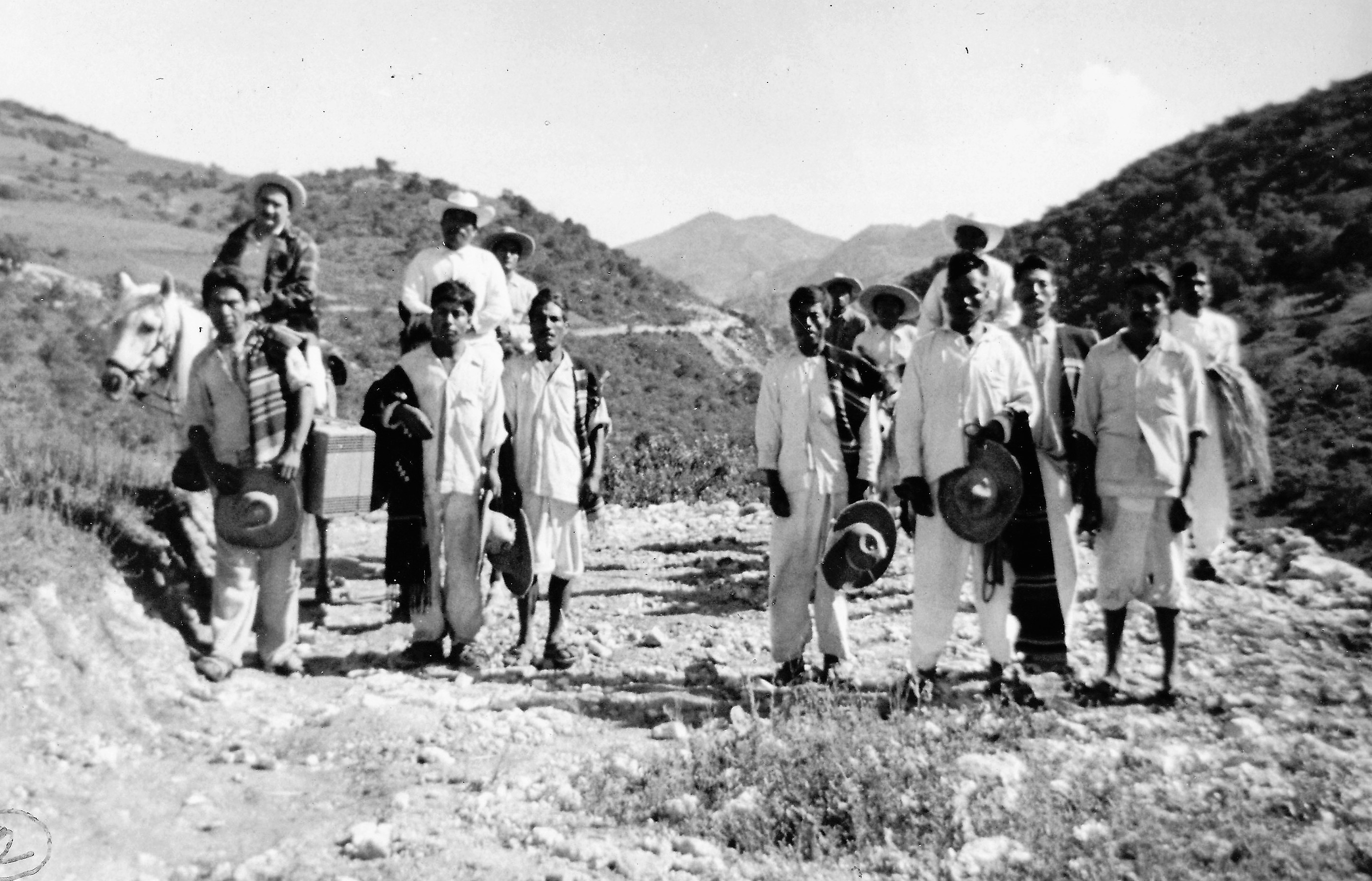
1953, campesinos de San Juan Achiutla y San Miguel Achiutla durante el trazado del camino Ixtapa - Tlacotepec

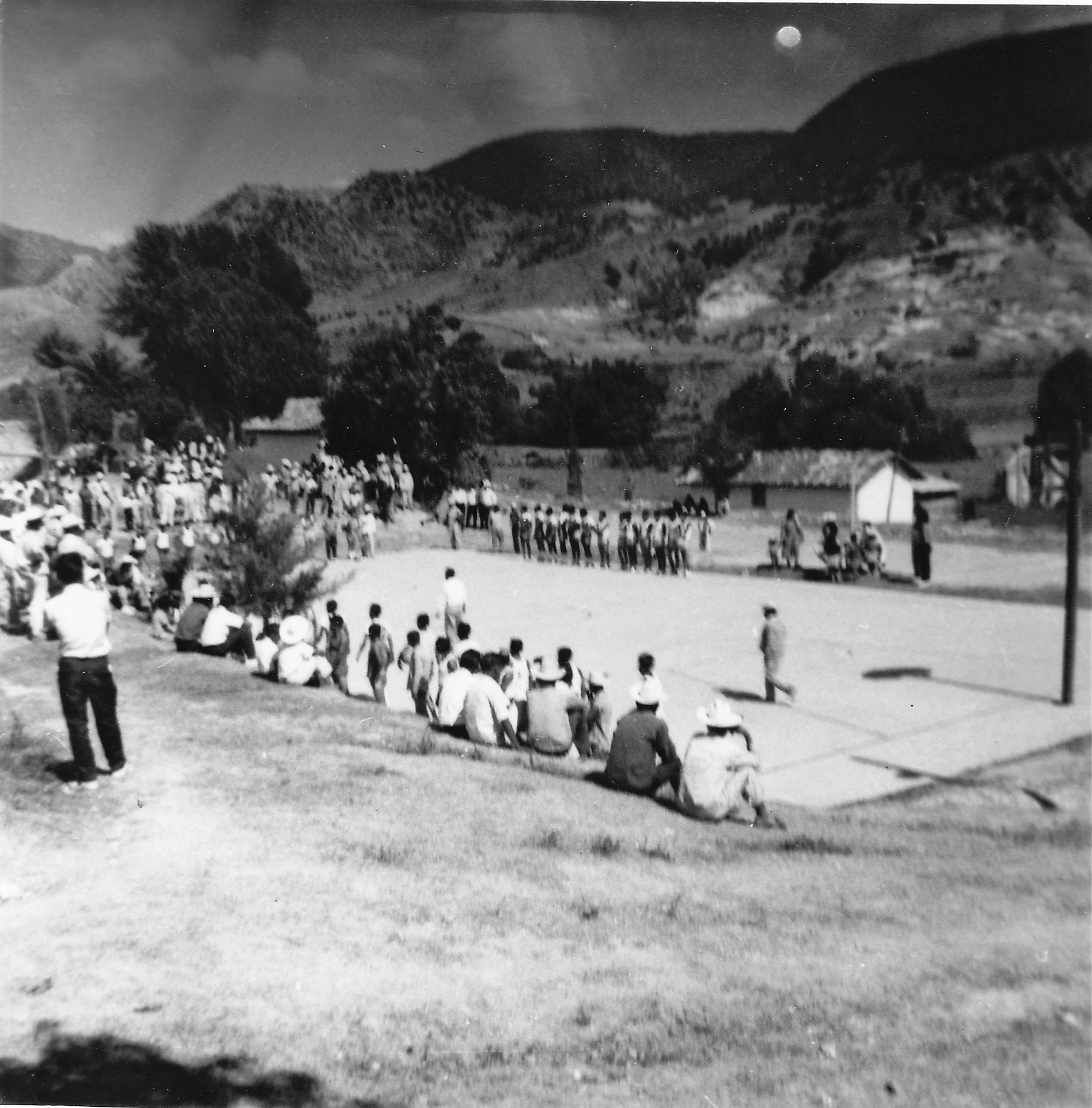
1954, cancha y tableros para los partidos de basquetbol instalados con la ayuda de Vanguardia Progresista de San Juan Achiutla en el Distrito Federal, hoy Ciudad de México. Fiesta patronal.

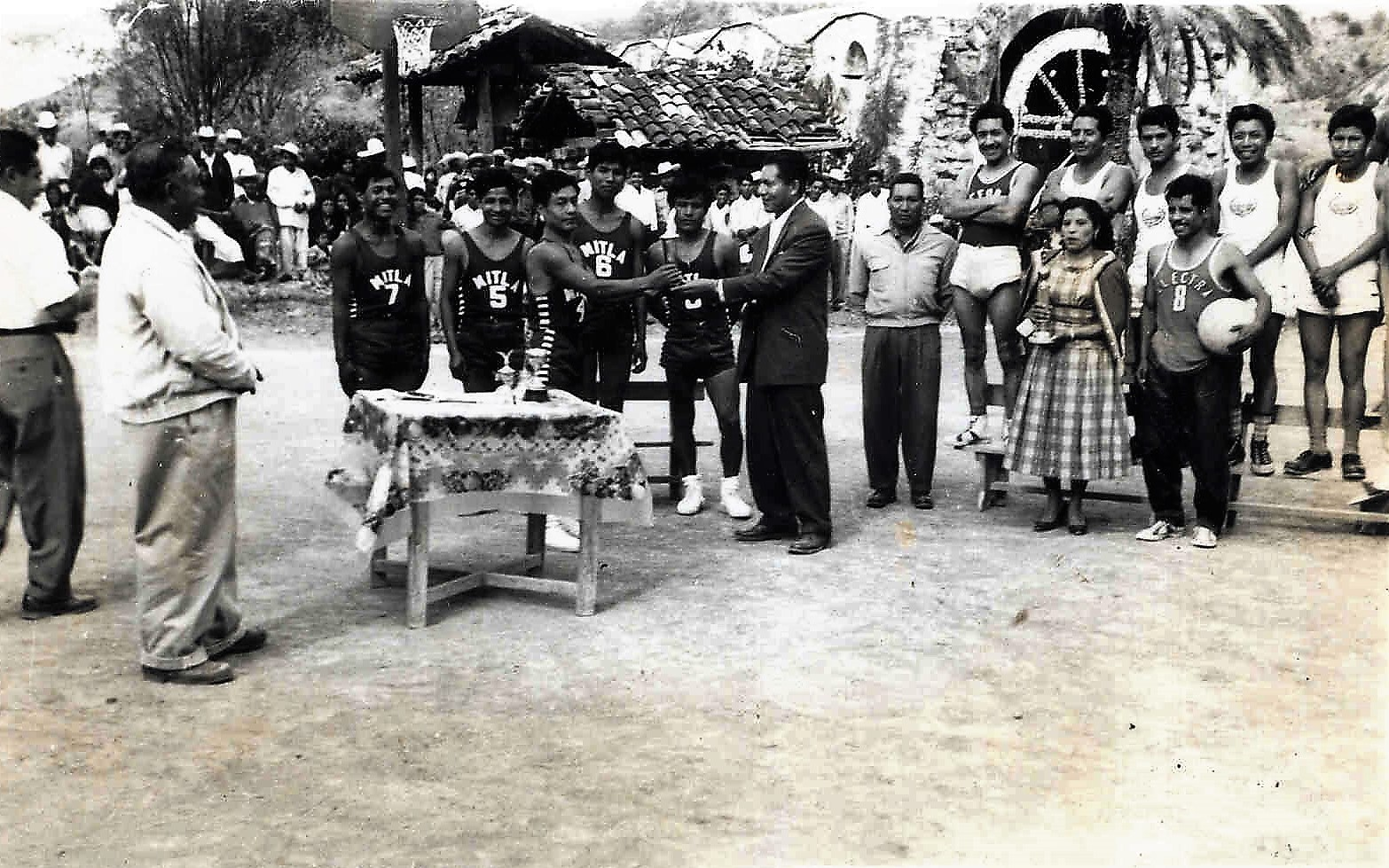
1957, premiación a los equipos de basquetbol ganadores en la fiesta patronal. Quien entrega la copa es quien fuera Raúl Ruiz Bautista.

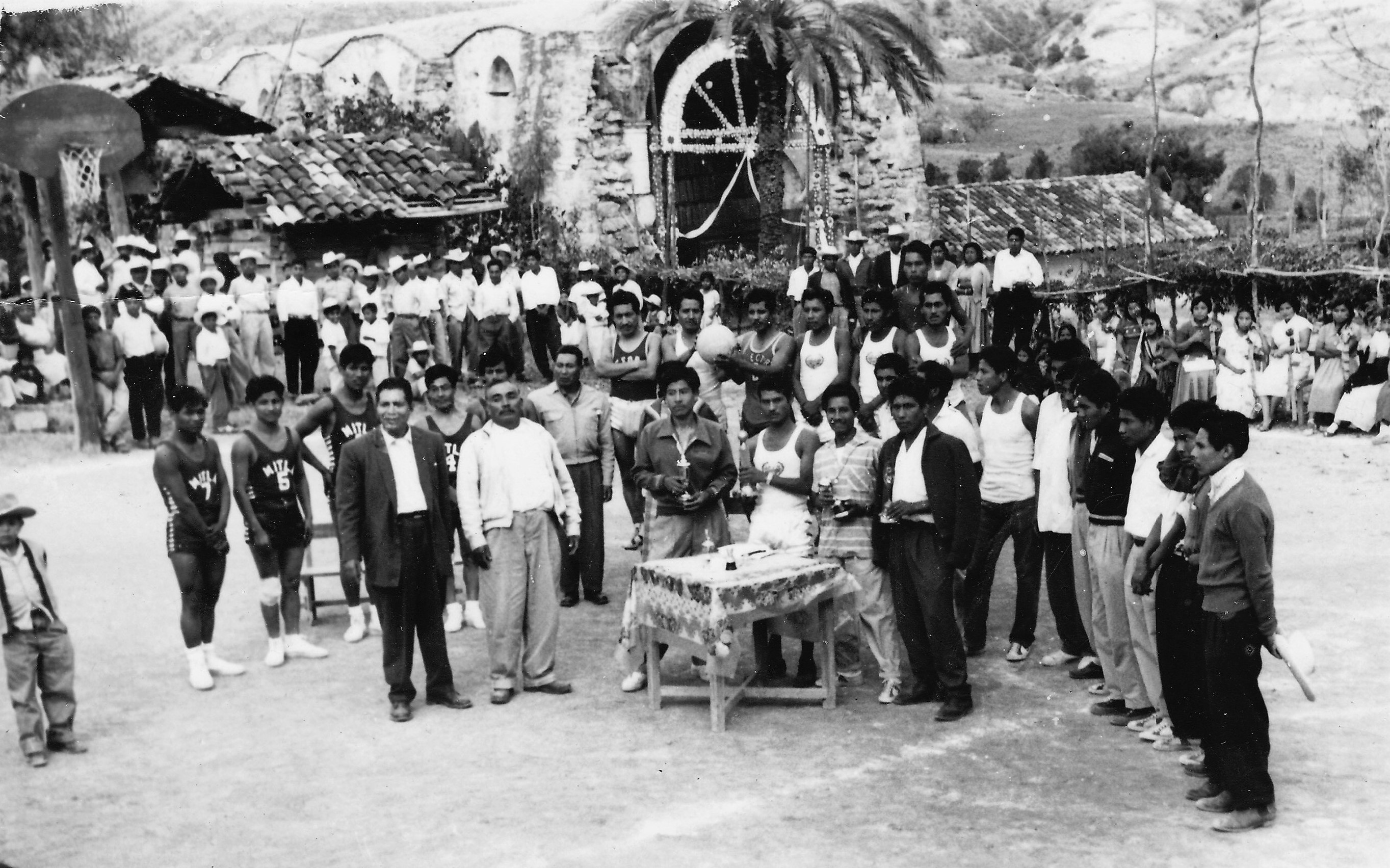
1957, premiación en la fiesta patronal, Raúl Ruiz Bautista de traje a la izquierda de la imagen. Se alcanza a apreciar el estado de la iglesia en ese entonces

San Juan Achiutla no cuenta con archivo municipal por lo que prácticamente es imposible hacer una historia basada en la fuente documental. Si lo equiparáramos con personas, se podría decir que el municipio funciona verbalmente, se diría que se encuentra en el analfabetismo, pues los sucesivos gobiernos municipales no han preservado registros documentales. 
En 2010, año del bicentenario y centenario de la Independencia y Revolución mexicanas, apareció el libro  Camino por la Mixteca. Un testimonio y documentos para la microhistoria de San Juan Achiutla y la Mixteca Alta en el Estado de Oaxaca. Memorias de Raúl Ruiz Bautista, por lo que ese valioso libro vino a subsanar grandemente la inexistencia de documentos acerca de San Juan Achiutla. Gracias a él podemos rescatar muchos de los sucesos de la historia del Pueblo y Municipio posteriores a la Revolución Mexicana hasta la primera década del siglo XXI. La historia de San Juan y la de la construcción del camino Ixtapa – Tlacotepec son inseparables, ya que Raúl Ruiz Bautista lanzó la proclama para su construcción y San Juan Achiutla lideró el proyecto y la construcción de esa vía de comunicación con don Rutilio Ruiz Hernández a la cabeza. Asimismo, las imágenes blanco y negro tomadas por o gracias a Raúl Ruiz Bautista y conservadas por él, permiten apreciar un poco cómo era la comunidad y el pueblo de San Juan Achiutla a mediados del siglo XX.  Los siguientes son los hechos relevantes confome al libro citado. 

### 1920
- En la década iniciada en 1920, debido a la escasez de medios para el sustento de las familias en San Juan Achiutla, los campesinos emigraban a buscar trabajo en el campo y en las fábricas a las poblaciones de Río Blanco, Orizaba, Córdoba, Potrero Viejo, Santa Rosa y otros lugares en el estado de Veracruz, empleándose en fábricas de hilados y tejidos, en la Cervecería Moctezuma y en el campo recolectando café, cortando caña o en otras labores agrícolas. Regresaban a la población especialmente para estar el 27 de diciembre en la fiesta patronal del Pueblo. Muchos de ellos se arraigaron en aquellas poblaciones por muchos años, algunos permanentemente.
- En 1929 se construyó y creó la primera escuela primaria donde impartió clases el maestro Rutilio Ruiz Hernández. Uno de los domicilios que ocupó fue el predio y edificación llamada “La Sala” propiedad de Bartolo Ruiz, padre de Raúl Ruiz Bautista, quien lo facilitó para ese fin. Esa construcción ya no existe.

### 1930
- En el año de 1935 la escuela primaria fue convertida en Escuela Rural Federal Francisco I. Madero, siendo sustituido el maestro Rutilio Ruiz Hernández por el profesor fuereño Pedro Hernández, egresado de la Escuela Normal Rural. En la escuela se impartía solamente hasta el cuarto grado de primaria.
- En 1936 el joven Eliseo Ruiz López es llevado por su padre Tranquilino Ruiz a estudiar en la Escuela Normal Rural de Cuilápam Oaxaca, siendo el primero que salió de San Juan Achiutla a estudiar. Por ello el presidente municipal -en un hecho obra de la ignorancia, abuso y atraso de la autoridad- decidió encarcelar y someter a trabajos forzados[19] al señor Tranquilino con la pretensión de que el muchacho, su hijo, "no se perdiera para la fe católica y regresara al pueblo para servir al municipio" y abandonara sus estudios, lo que no logró.
- En 1937 se determinan los límites con el municipio de Santa Catarina Tayata.
- En 1938 salieron con el mismo objetivo de estudiar para maestros rurales Raúl Ruiz Bautista y Natalio Ramírez Pérez, a ellos siguieron otros muchos jóvenes que serían maestros y profesionistas, trabajadores en otras partes del país o en los Estados Unidos.

### 1940
- El 17 de octubre de 1942 se creó el Municipio de San Juan Achiutla por resolución presidencial.
- El 28 de octubre de 1942 los bienes comunales de la Comunidad de San Juan Achiutla, del municipio de San Juan Achiutla, fueron titulados por resolución presidencial publicada en el Diario Oficial de la Federación el 3 de marzo de 1943
- En 1947 se construyó el Palacio Municipal siendo presidente el señor Teodoro José.
- En agosto de 1949 desde San Juan Achiutla Raúl Ruiz Bautista lanzó su Manifiesto Carretero convocando a los pueblos de la región a la construcción del camino San Felipe Ixtapa – San Agustín Tlacotepec con el propósito de salir del atraso, la miseria y el aislamiento que privaba en los pueblos de la Mixteca Alta. El Manifiesto fue respaldado por don Rutilio Ruiz Hernández, quien se convertiría en el dirigente y organizador de su construcción en la Región mientras que Raúl Ruiz sería el negociador de recursos financieros y contacto con autoridades, organizaciones y políticos en la capital del País, ambos durante los quince años que duraría su construcción.
- En el mismo año de 1949 se funda el Comité Regional Pro – Camino Ixtapa Tlacotepec organización que agrupó a los pueblos de esa ruta durante todo el periodo que duró su construcción, siendo nombrado presidente del mismo don Rutilio Ruiz Hernández.
- El 15 de octubre de 1949 las autoridades del pueblo San José de Gracia se adhieren al Manifiesto, los demás pueblos de la ruta, Santo Tomás Tecolotitlán, Santa María Ndoayaco, San Sebastián Atoyaquillo, Santo Domingo Huendío y San Agustín Tlacotepec también lo harían en su momento, proporcionando y en momentos negando su colaboración para la construcción. Al inicio el trabajo de los pueblos fue prestado gratuitamente como lo requería en sus convenios el Gobierno Federal, que proporcionó una tercera parte de su financiamiento, luego de los primeros cinco años en que los pueblos trabajaron gratuitamente, los trabajadores fueron remunerados, aunque escasamente.
- En diciembre de 1949 se dirigen escritos al Secretario General del Comité Nacional de Caminos Nacionales Ing. José Rivera R. En que se solicitan recursos para la construcción del camino y en ese mismo mes al Secretario de Comunicaciones y Transportes, Lic. Agustín García López.

### 1950
- En 1950 a solicitud de Rutilio Ruiz Hernández de San Juan Achiutla, presidente del Comité Regional Pro Camino Ixtapa -Tlacotepec, varios pueblos envían al Presidente de la República, Miguel Alemán Valdés, escritos solicitando recursos para el camino, ya que ni el Comité Nacional de Caminos Vecinales ni la Secretaría de Comunicaciones habían respondido.
- En ese mismo año don Rutilio Ruiz Hernández es nombrado organizador general del Congreso Indigenista en la Región.
- En enero de 1951 el Comité Pro Camino Ixtapa - Tlacotepec solicita al gobernador del estado de Oaxaca recursos financieros y su intervención ante el Gobierno Federal para obtenerlos. No importando solicitudes reiteradas durante toda la construcción del camino, nunca se recibió una respuesta satisfactoria del Gobierno de Oaxaca, solamente aportó una cantidad que equivaldría a menos de medio kilómetro, su atención al proyecto fue la de turnar las peticiones de recursos “al área correspondiente” donde caían en vacío.
- 1951 San Juan Achiutla y la Mixteca son representados por Raúl Ruiz Bautista en el Segundo Congreso Nacional de la Confederación de Jóvenes Indígenas en la ciudad de México. Se trataba de un congreso para intentar corporativizar a organizaciones indígenas para fines puramente políticos, como lo reportó Raúl recomendando ya no participar en tal organización.
- En mayo de 1951 se fundó el Comité Regional de Comunidades y Jóvenes Indígenas en San Juan Achiutla y se designa a San Juan Achiutla como sede oficial del Congreso Regional Mixteco en ese mismo año.
- El 23 de mayo de 1951 la Secretaría de Comunicaciones y Obras Públicas ordena el trazado del camino pero instruye que el último tramo, el de Huendío – Tlacotepec no sea realizado: “siendo importante no llevar a cabo la liga en Tlacotepec, en virtud del expresado deseo de no derivar por la vía corta, el paso de los vehículos de la región de Chalcatongo y procurando que tengan como paso obligado, la población de Tlaxiaco.” (Oficio No. 324-RVA-1947, expediente 441.2 [727.2]/5-1 folio 15362 firmado por el Ing. Manuel López Vela de la SCOP), es decir, con tal de mantener el tránsito por la vía larga, por Tlaxiaco, el camino sería un largo callejón sin salida, sin conexión hacia Yosondúa y Chalcatongo. En 2011 el tramo Ixtapa – San Juan Achiutla seguía sin pavimentar, mientras que para mantener la vía larga ya fueron pavimentados tanto de Tlaxiaco a Tlacotepec y el de Tlaxiaco a San Miguel Achiutla, por lo que el transporte público y privado de los pueblos de la región siguen transitando por la vía larga de Tlaxiaco.
- El 6 de octubre de 1951 fue recibida en San Felipe Ixtapa la primera dotación de herramientas y materiales por parte del Gobierno Federal para iniciar la construcción del camino, con lo que los trabajos dieron inicio en ese mes y año.
- En abril de 1951 el Comité Regional Pro Camino Ixtapa – Tlacotepec se une a la Coalición de Pueblos Mixteco – Oaxaqueños dirigida por el Dr. Manuel Hernández Hernández, uno de los importantes personajes que debido a su posición política -diputado federal- ayudarían a la obtención de recursos federales para la construcción del camino.
- San Juan Achiutla interviene a través de Rutilio Ruiz Hernández en la pacificación, mediación y firma de los acuerdos de límites entre San Miguel Achiutla y San Bartolomé Yucuañe, celebrados entre 1952 y 1953. Raúl Ruiz Bautista tuvo a su cargo el seguimiento a la solución legal del conflicto en la Suprema Corte de Justicia en la ciudad de México a petición de don Salvador Montes en representación de San Miguel Achiutla.
- En enero de 1953 por conducto de don Rutilio Ruiz Hernández se propone al Instituto Nacional Indigenista (hoy Comisión Nacional para el Desarrollo de los Pueblos Indígenas) el establecimiento de un Centro Coordinador Indigenista en la Mixteca Alta, postulando como sede a San Miguel Achiutla. Dicho centro terminaría por ser establecido en Tlaxiaco por la lenta respuesta que la comunidad de San Miguel dio al INI.

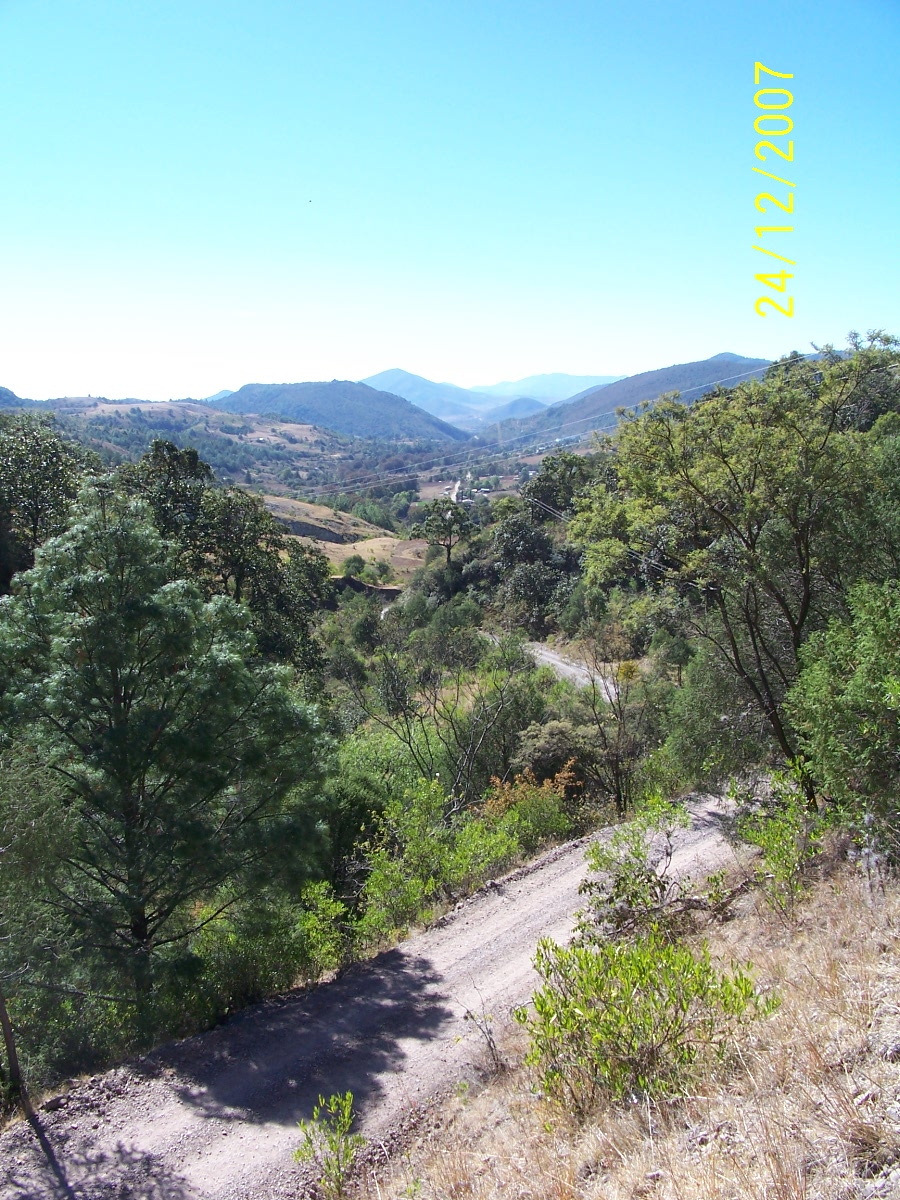
Camino Ixtapa-Tlacotepec a su llegada a San Juan Ñuu Ndecu, Achiutla

- El 3 de mayo de 1953 fue fundada la Vanguardia Progresista de San Juan Achiutla en el Distrito Federal encabezada por Raúl Ruiz Bautista y otros empeñosos achiutlenses, organización que trabajaría para apoyar a su pueblo con recursos económicos y materiales para la educación y la infraestructura del pueblo, así como para los festejos patronales anuales.
- En mayo de 1954 Alfonso Caso, director general del Instituto Nacional Indigenista visita la Mixteca Alta y decide apoyar la construcción del camino.
- En agosto de 1956 la Vanguardia Progresista de San Juan Achiutla en el Distrito Federal identifica e invitó a 56 emigrados achiutlenses en el estado de Veracruz, a que integraran una organización autónoma similar a Vanguardia en la región de Río Blanco y poblaciones aledañas, y recabaran sistemáticamente fondos y ellos los enviaran al Municipio como apoyo para el desarrollo de obras públicas y servicios comunitarios en el Pueblo. Aquellos, instigados por dirigentes tradicionales enfocados a apoyar solamente las fiestas religiosas, no se integran ni se organizan.
- El 12 de octubre de 1956 se inauguró la red telefónica en San Miguel Tixá y San Juan Achiutla también fue conectado al servicio telefónico.
- En ese año, luego de reiteradas peticiones del Comité Pro Camino Ixtapa – Tlacotepec al Comité Nacional de Caminos Vecinales, se iniciaría la paga de un salario elemental a los trabajadores del camino, vecinos de los pueblos, ya que lo venían haciendo de manera gratuita durante casi cinco años, conforme a lo requerido (la aportación de mano de obra gratuita por parte de las poblaciones) por el Comité Nacional de Caminos Vecinales en sus convenios.

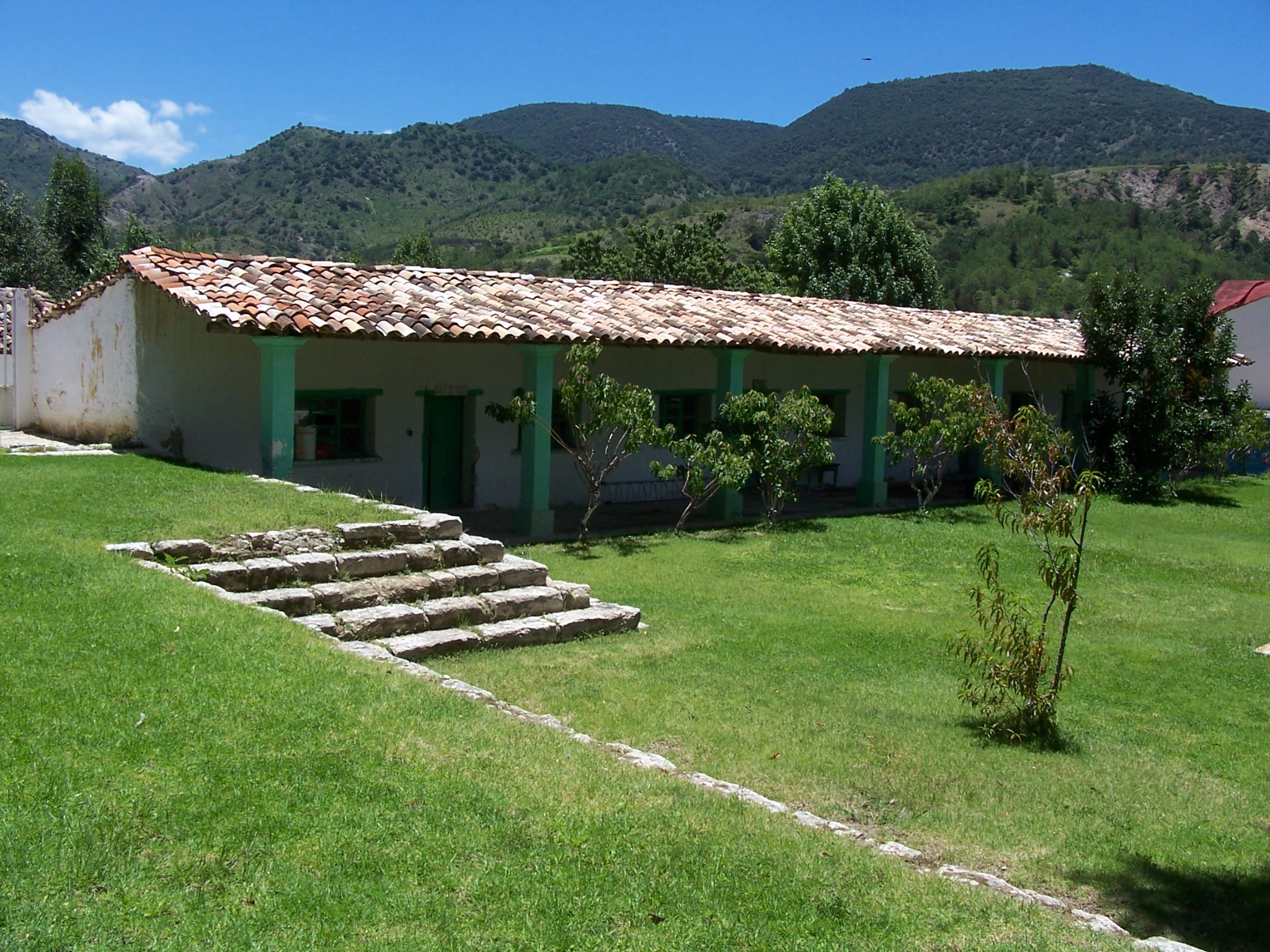
Antiguas aulas de San Juan Achiutla construidas y equipadas con el apoyo de Vanguardia Progresista de San Juan Achiutla en el Distrito Federal, hoy Ciudad de México (Demolidas en enero de 2011)

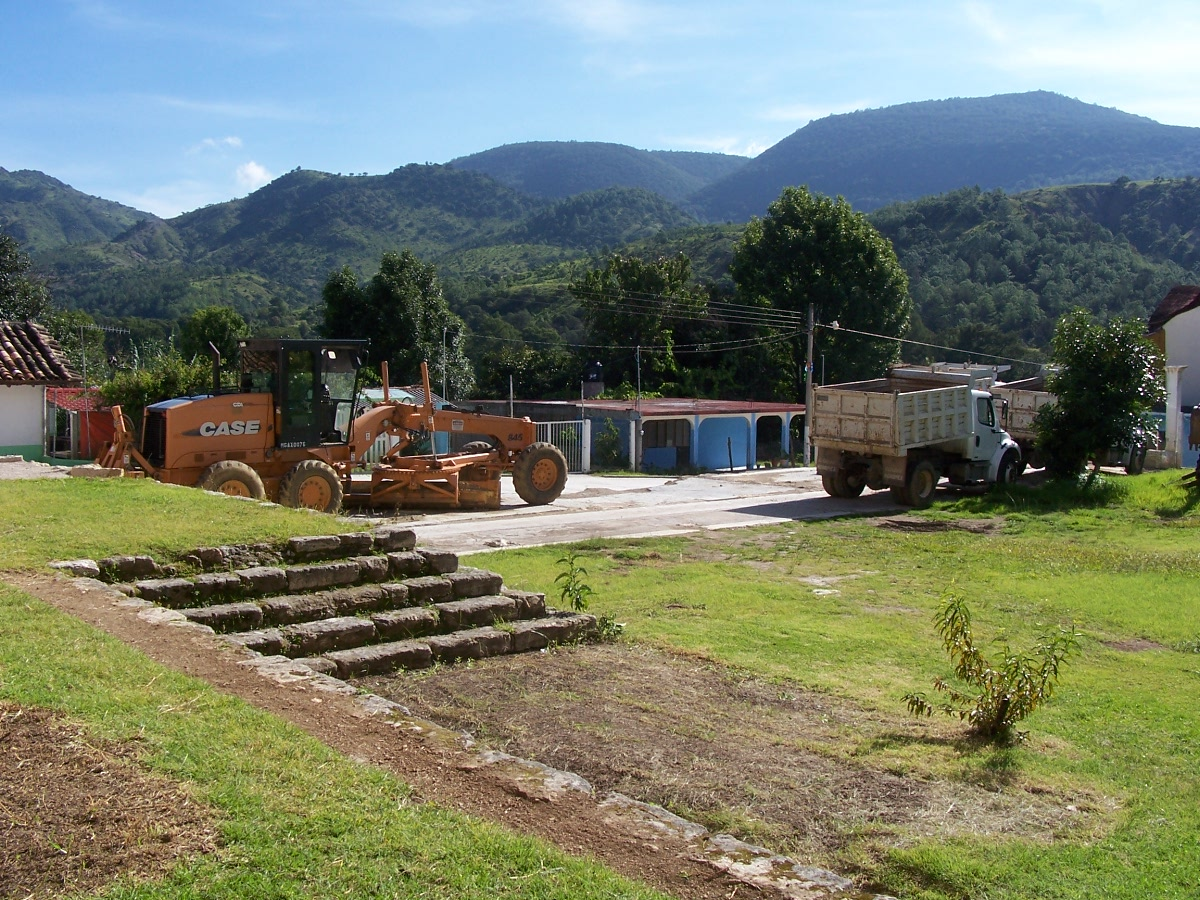
Misma vista en 2011 sin las antiguas aulas. Destrucción del patrimonio histórico y cultural de San Juan Achiutla

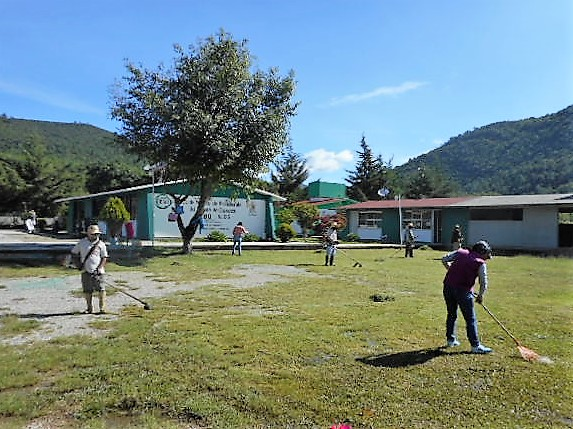
Tequio en el plantel 126 “Achiutla” del Instituto de Estudios de Bachillerato del Estado de Oaxaca (IEBO) realizado por habitantes de los municipios San Juan y San Miguel Achiutla (2018).

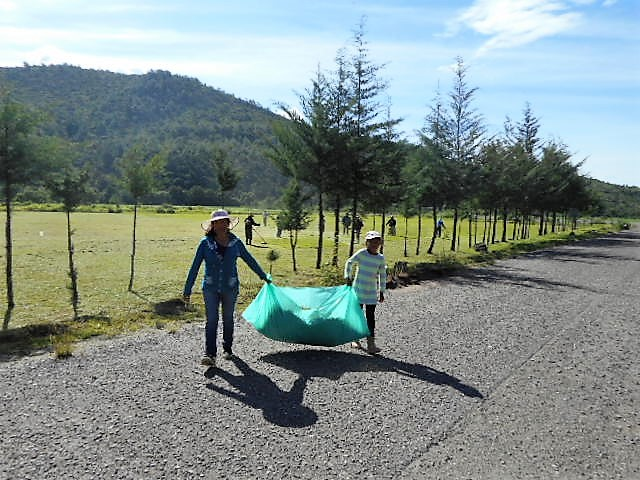
Mujeres, jóvenes y hombres de San Juan, San Miguel Achiutla y Sanitago Atoyaquillo participando en el tequio en el IEBO 126 (2018)

- En 1958 fue construida la oficina de correos y teléfono en San Juan Achiutla, mismo año en que se inició la construcción de la primera cancha de básquetbol en la población (de tierra apisonada) ambas con la colaboración económica de la Vanguardia Progresista de San Juan Achiutla en el D.F. que tramitó ante la Secretaría de Educación Pública la donación de aros y tableros.

### 1960
- En 1961 se inicia la construcción de la unidad de agua potable y la introducción de esta en la población, para lo que el municipio pidió y obtuvo la ayuda económica de Vanguardia Progresista. Se instala la primera planta de luz eléctrica en la población. Se construye la primera caja de agua en el paraje El Calvario. Presidía el Municipio en ese entonces Desiderio López José.
- El 26 de octubre de 1961, con la intermediación de la Vanguardia Progresista y personalmente de Raúl Ruiz Bautista ante la Secretaría de Educación Pública, la escuela primaria Francisco I. Madero recibe una considerable dotación de mobiliario y materiales: destacaron 125 sillas de paleta, tres escritorios, un archivero, un microscopio, una máquina de escribir, una bandera nacional, tres balones de basquetbol y seis retratos de héroes, cosa que hoy puede parecer insignificante, pero que no lo fue para una escuela primaria rural de aquella época.
- En 1962 se realizó en San Juan Achiutla la Primera Reunión Pedagógica de la Zona Escolar número 18. En noviembre de ese año hubo un conflicto entre el sacerdote que asistía a celebrar misa a San Juan y el Comité Pro – Camino, porque temporalmente se almacenaron herramienta y maquinaria para la construcción en el curato del pueblo.
- El 18 de marzo de 1963 el Dr. Alfonso Caso, director general del INI visitó San Juan Achiutla en compañía del Dr. Manuel Hernández Hernández para inaugurar el camino Ixtapa - Tlacotepec luego de 15 años del lanzamiento del Manifiesto para su construcción. También fue la formal inauguración de la unidad de agua potable, la planta de luz y las aulas escolares que fueron reparadas (mismas que en febrero de 2011 fueron demolidas para dizque ampliar el jardín entre la iglesia y el palacio municipal). En ese año se construyó el Monumento a la Bandera.
- En diciembre de 1963, para la fiesta patronal, Vanguardia Progresista de San Juan Achiutla en el D.F., a iniciativa de Jesús A. Ruiz Sánchez, hizo la donación del primer equipo de sonido y tocadiscos al Municipio de San Juan Achiutla.

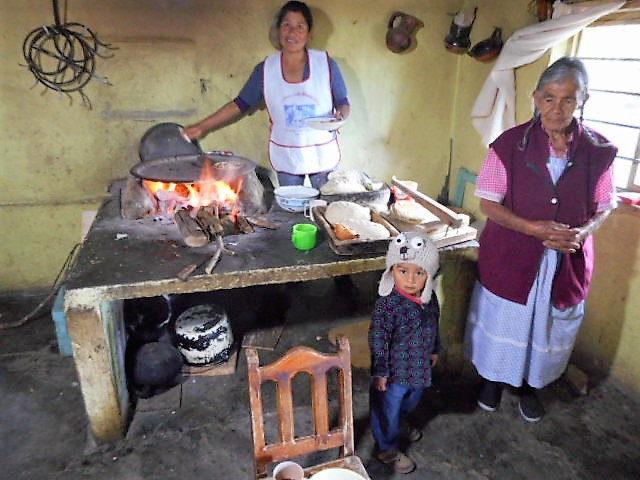
Preparando el desayuno en una cocina tradicional en San Juan Achiutla.

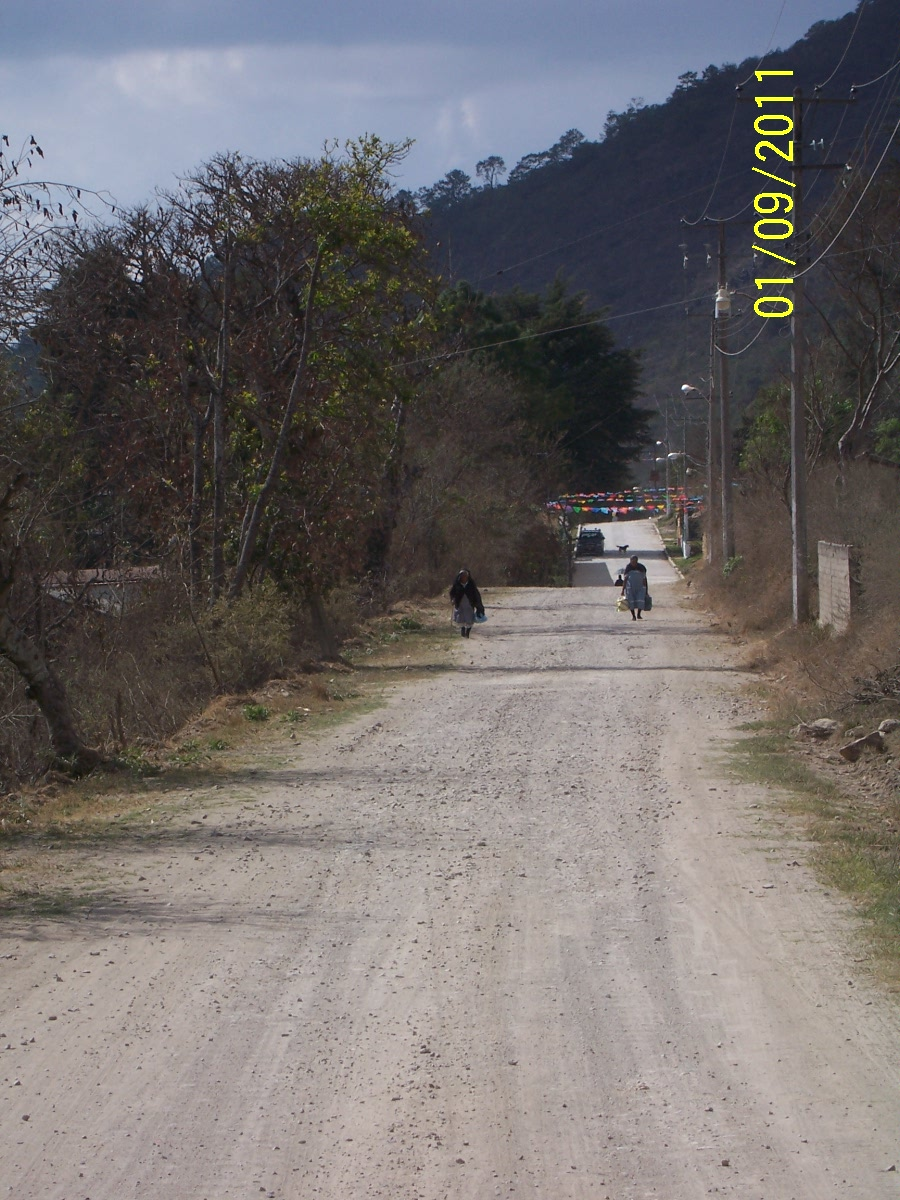
Calle de San Juan Achiutla

- En junio de 1964 la Secretaría de Educación Pública dota a la escuela de 35 mesabancos.
- En agosto de 1965 se reorganiza y reimpulsa la banda de música del pueblo, se adquieren un saxofón alto y otro tenor.
- En noviembre de 1965 se hace un censo escolar, asistían a la escuela primaria 130 niños y 135 niñas, había seis maestros. Se hizo el inventario de los recursos de la escuela primaria. Se repararon nuevamente las aulas.
- El 19 de noviembre de 1965 se realizó en la ciudad de México un homenaje por la construcción del camino Ixtapa – Tlacotepec al Dr. Alfonso Caso, al Dr, Manuel Hernández Hernández, al Ing. Miguel García Cruz (ausente en el evento), al Dr. Gonzalo Aguirre Beltrán y al Ing. Adrián Breña Garduño. Don Rutilio Ruiz Hernández, fue condecorado con una medalla de oro. El discurso estuvo a cargo de Raúl Ruiz Bautista.
- El miércoles 7 de junio de 1967, sale publicado en Carteles del Sur, el Diario de Oaxaca, un amplio artículo de María del Refugio G. de Alva titulado El camino de don Rutilio donde extensamente hizo la semblanza de la lucha por el camino realizada por el líder.
- En 1969 es iniciada la construcción de la red de electrificación de San Juan Achiutla.

### 1970
- En 1971 se construyó en el curso del río Los Sabinos la represa para riego agrícola Las Lajas.

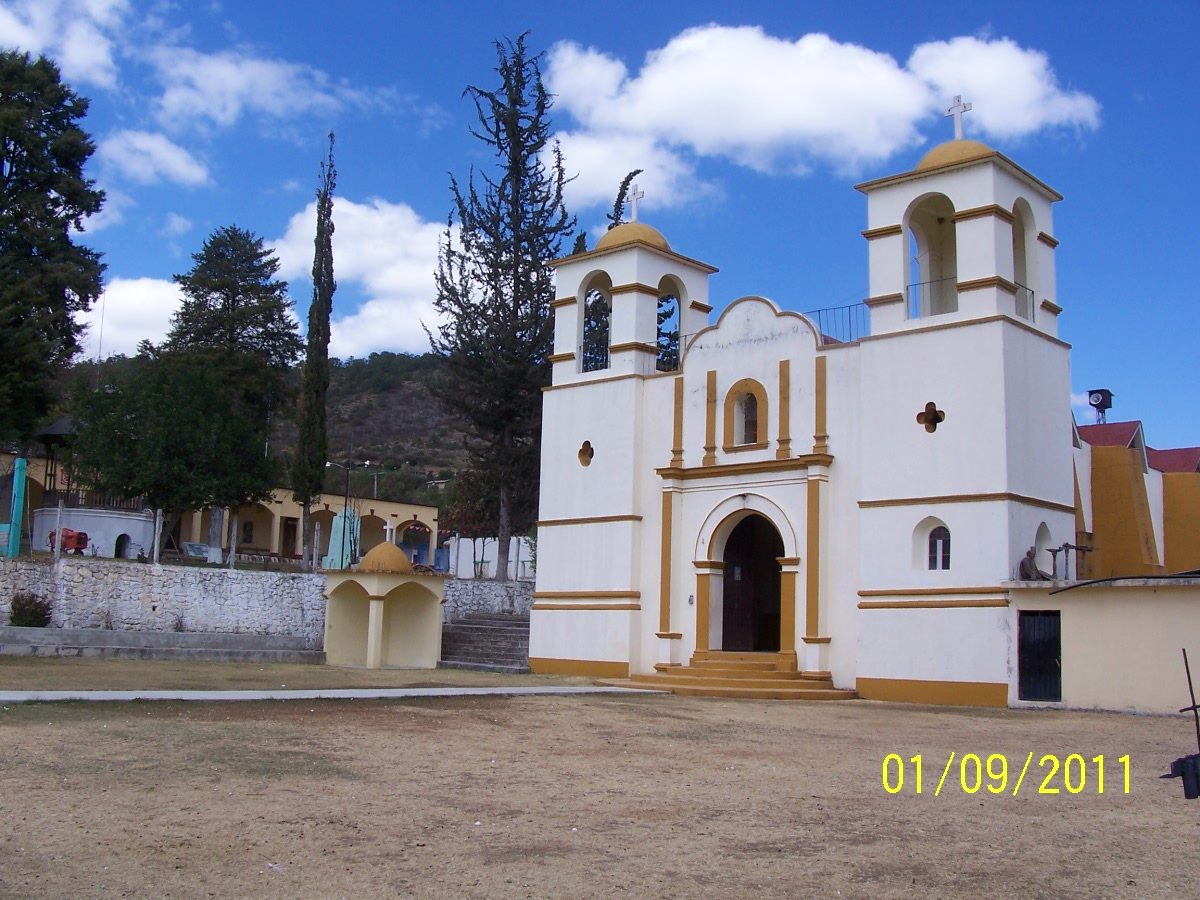
Iglesia de San Juan Evangelista de San Juan Achiutla

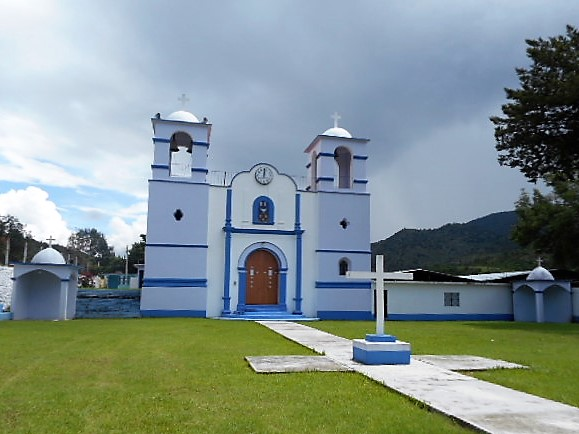
Iglesia de San Juan Evangelista en 2017

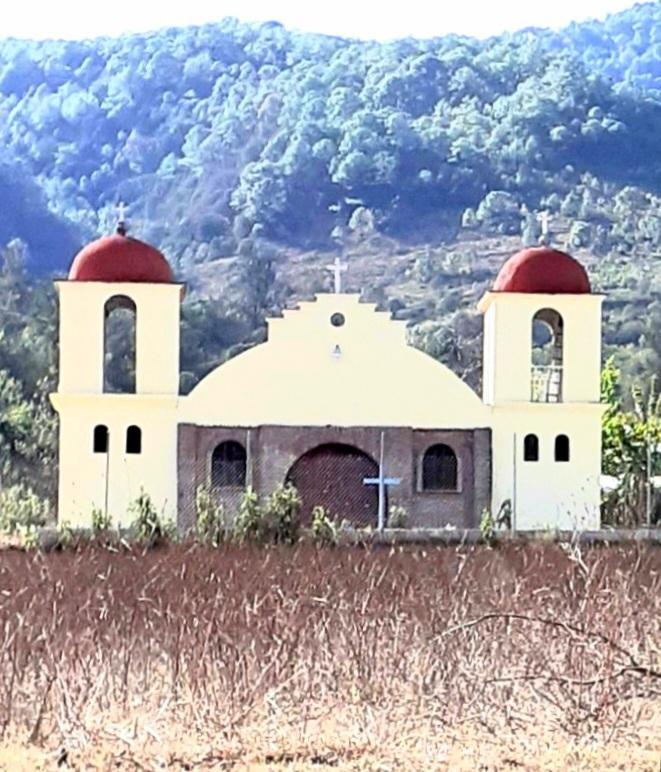
Capilla del Barrio de Dolores

- En 1975 fue construida la segunda caja de agua potable en el paraje El Jazmín.
- En 1977 Raúl Ruiz Bautista escribe al gobernador del estado de Oaxaca, general Eliseo Jiménez Ruiz, para que sean restituidas por el camino Ixtapa –Tlacotepec las corridas de autobuses de la capital de la República y de la ciudad de Oaxaca a Chalcatongo de Hidalgo, que ya operaban y fueron suspendidas, siendo esa la vía corta a Tlacotepec, Yosondúa y aquella población. Asimismo le solicita la pavimentación del camino. Hasta 2011 no ha vuelto a haber corridas regulares de autobuses por dicha ruta.
- En 1978 se construye la tercera caja de agua potable en el paraje El Moral.
- En 1979 se construyó la clínica rural dentro del programa IMSS – COPLAMAR, siendo presidente municipal el señor Juan Santos.

### 1980
- En 1980 se establece en San Juan Achiutla la Escuela Secundaria Federal Ing. Alfonso Martínez Berges.
- En 1984 se instala el primer servicio público telefónico Telmex.
- El 26 de julio de 1986 Raúl Ruiz Bautista escribió dos veces al entonces senador Heladio Ramírez López, ya gobernador electo de Oaxaca, para que en sus acciones de gobierno incluyera la pavimentación del camino Ixtapa - Tlacotepec, la creación en San Juan Achiutla de un Colegio Nacional de Educación Profesional Técnica (Conalep), la introducción de drenaje, la construcción de un mercado y una casa municipal, así como la creación de una industria cooperativa para la explotación de la piedra caliza y otros materiales de construcción para crear fuentes de empleo y arraigar a los habitantes de la Mixteca en su tierra. Le volvió a escribir en mayo de 1988 insistiéndole sobre dichos temas y en la introducción de transporte público de pasajeros. No hubo resultados.
- Entre 1988 y 1989 se reconstruyen las tres bóvedas de la iglesia de San Juan Evangelista.

### 1990

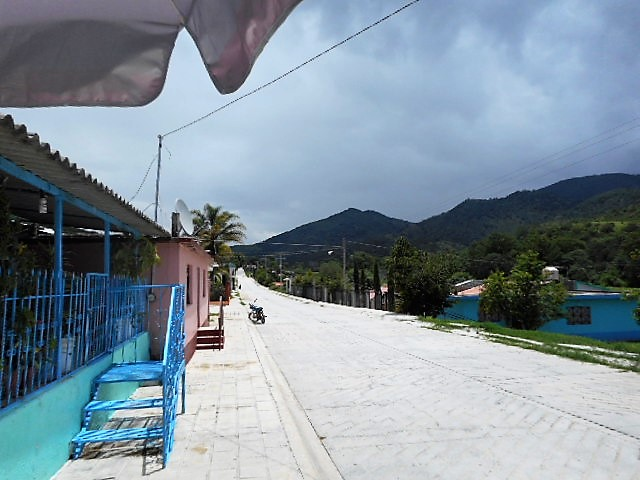
Avenida Rutilio Ruiz Hernández

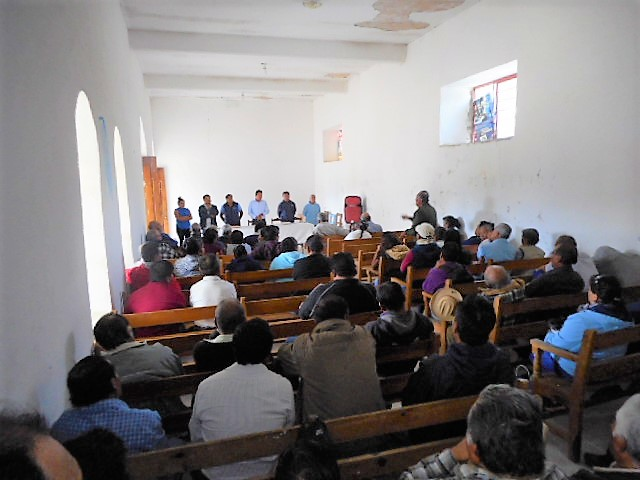
Asamblea municipal en San Juan Achiutla, 2018

- En 1991 se construye la cuarta caja de agua en el barrio San Pedro.
- El 25 de enero de 1993 Raúl Ruiz Bautista escribe al gobernador del Estado Diódoro Carrasco Altamirano solicitándole la necesaria ampliación y pavimentación del Camino Ixtapa - Tlacotepec.
- En 1993 se crea la Unión de Pueblos Mixtecos, presidida por el profesor Neftalí Ruiz Sánchez, presidente municipal de San Juan Achiutla, quien incluyó en su programa de trabajo la ampliación y pavimentación del camino Ixtapa – Tlacotepec.
- El 5 de noviembre de 1993, el profesor Neftalí Ruiz Sánchez resume que se han enviado sendos comunicados al presidente de la República, Carlos Salinas de Gortari, al Gobernador y al Comité de Planeación de Desarrollo Estatal del Estado de Oaxaca (Coplades) solicitando la ampliación y pavimentación del camino, sin resultado alguno. En febrero de 1994 escribiría al Secretario de Comunicaciones y Transportes y al gobernador de Oaxaca, con nulos resultados.
- El 2 de febrero de 1995, los presidentes municipales de la ruta Ixtapa – Tlacotepec encabezados por Neftalí Ruiz Sánchez escribieron al presidente de la República, Ernesto Zedillo Ponce de León pidiéndole la pavimentación del camino.
- En ese mismo año se puso en servicio la quinta caja de agua potable en el paraje El Ocote.
- Entre 1996 y 1998 se construyeron un canal, dos bordos y cuatro ollas para almacenamiento de agua para riego, siendo presidente Juan Pablo López.

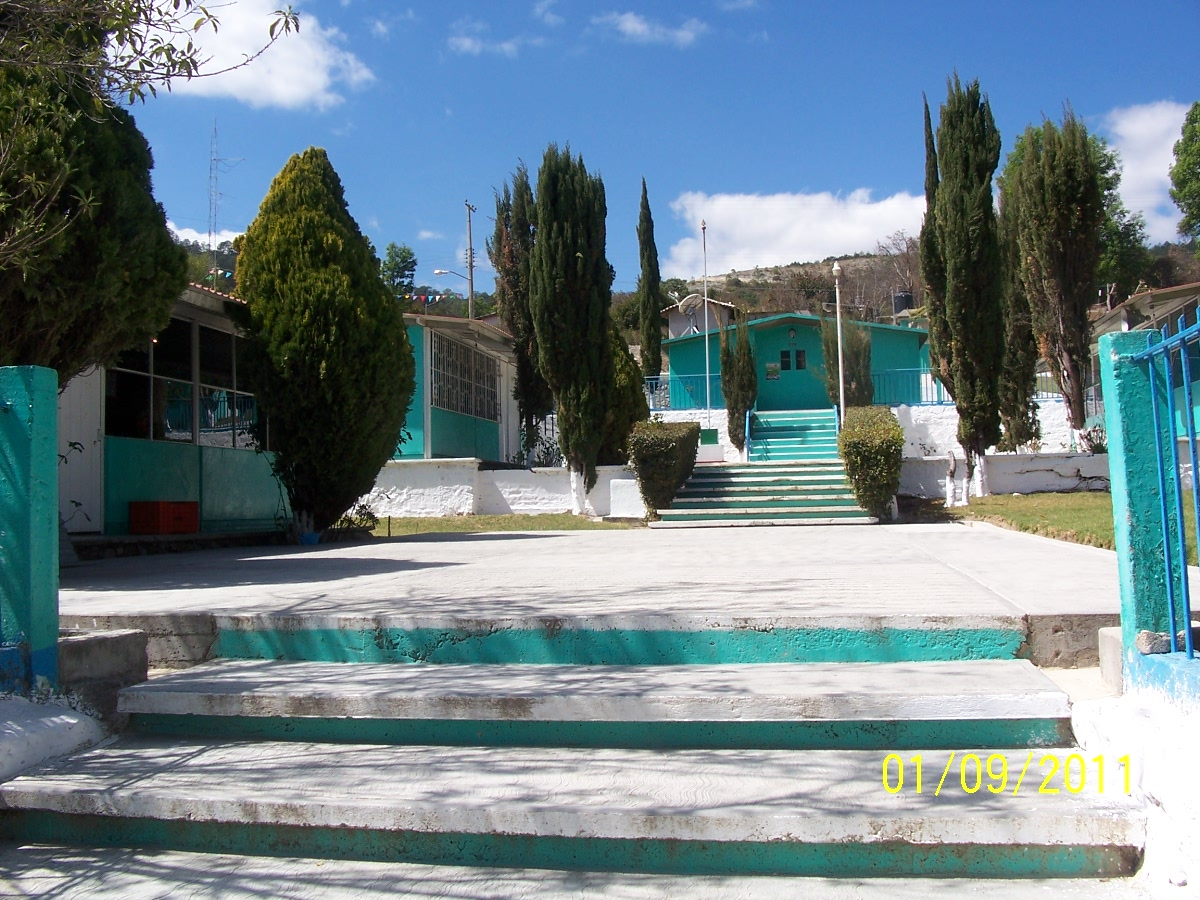
Escuela Primaria Francisco I. Madero de San Juan Achiutla

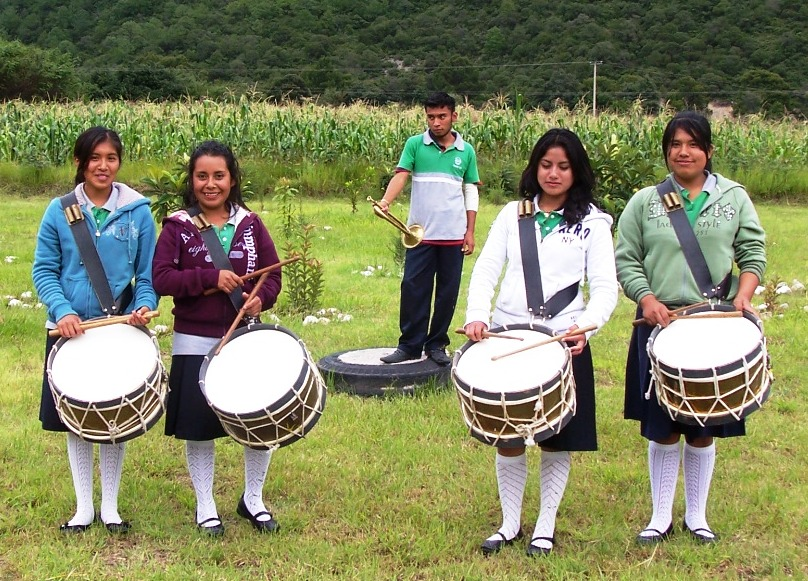
Parte de la banda de guerra del Instituto de Estudios de Bachillerato de Oaxaca, plantel Achiutla, 2011.

### 2000
- En 2004 se estableció el plantel 126 “Achiutla” del Instituto de Estudios de Bachillerato del Estado de Oaxaca (IEBO) en los límites de San Juan Achiutla, San Miguel Achiutla y San Sebastián Atoyaquillo, con el fin de dar ese servicio educativo a las tres poblaciones, contando con tres aulas, siete equipos de computo y en 2010 con servicio de Internet.
- En 2008 se inicia la prestación de servicios públicos de Internet en San Juan Achiutla en el establecimiento particular “La casa del abuelo”, negociación que fue cerrada a inicios del año 2013.

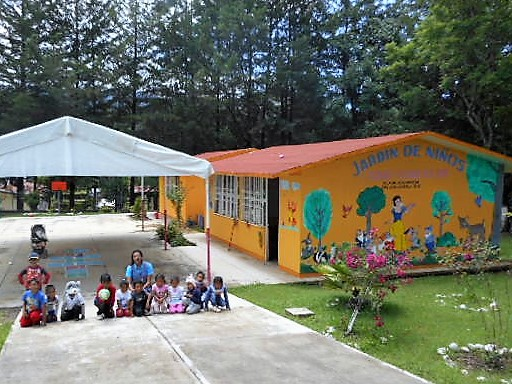
Jardín de niños de San Juan Achiutla. 2017.

### 2010
- Pavimentado de calles y construcción de banquetas, especialmente de la avenida principal del Pueblo, la Rutilio Ruiz Hernández.
- En septiembre de 2010 en la Comisión Nacional de Desarrollo de los Pueblos Indígenas en la ciudad de México y en diciembre de ese mismo año en San Juan Achiutla y en Tlaxiaco, es presentado el libro Camino por la Mixteca. Un testimonio y documentos para la microhistoria de San Juan Achiutla y la Mixteca Alta del Estado de Oaxaca. Memorias de Raúl Ruiz Bautista.
- En enero de 2011 "para construir un parque o jardín" fueron demolidas las antiguas aulas de la escuela primaria de San Juan Achiutla, construcciones en adobe propias del patrimonio cultural de la población cuya construcción, mejoramiento y conservación era el resultado del esfuerzo de generaciones de ayuntamientos achiutlecos pobres. Con la construcción de la nueva escuela primaria, las aulas eran utilizadas para usos múltiples por el municipio. El terreno realmente se utilizó para estacionar maquinaria de contratistas. El 1o de enero de 2014 permanecían los derruidos pisos y varillas oxidadas y retorcidas.[20]
- En el ciclo escolar 2010 - 2011 el número de alumnos que asistían a la escuela primaria es de 27, a la escuela secundaria 31 y al IEBO de Achiutla nivel bachillerato de 84. En total 142 estudiantes en la localidad, tomando en cuenta que al IEBO Achiutla asisten no sólo educandos de San Juan sino también se sumaron 12 alumnos del IEBO de Guadalupe Hidalgo (el cual fue cerrado por falta de estudiantes), de San Miguel Achiutla, de San Sebastián Atoyaquillo y otras localidades. Como más arriba se ha dicho, en 1965 cuando sólo existía la escuela primaria había 285 alumnos, más del doble que en 2011.

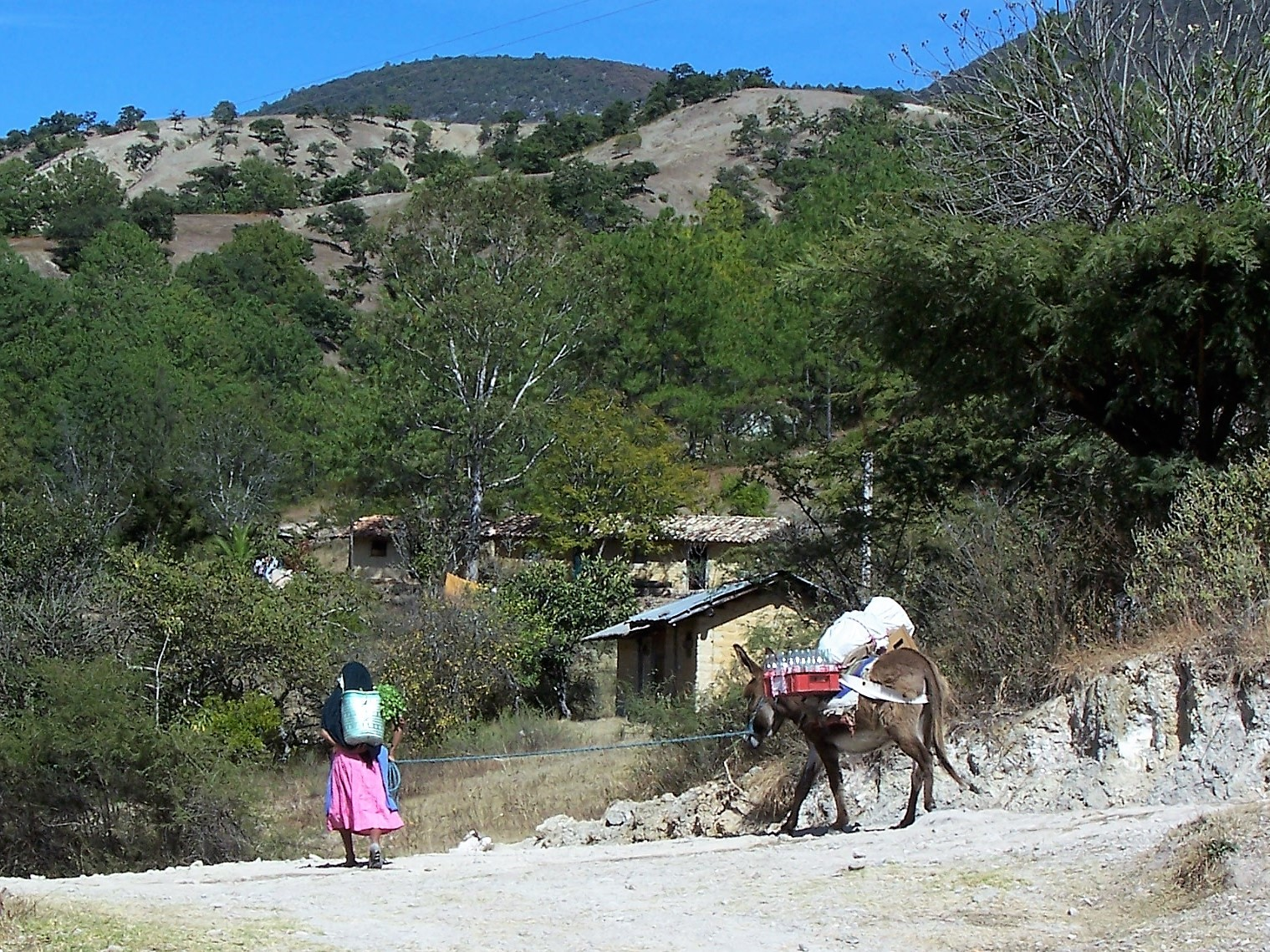
Dirigiéndose de Jatation a la fiesta patronal. 2010

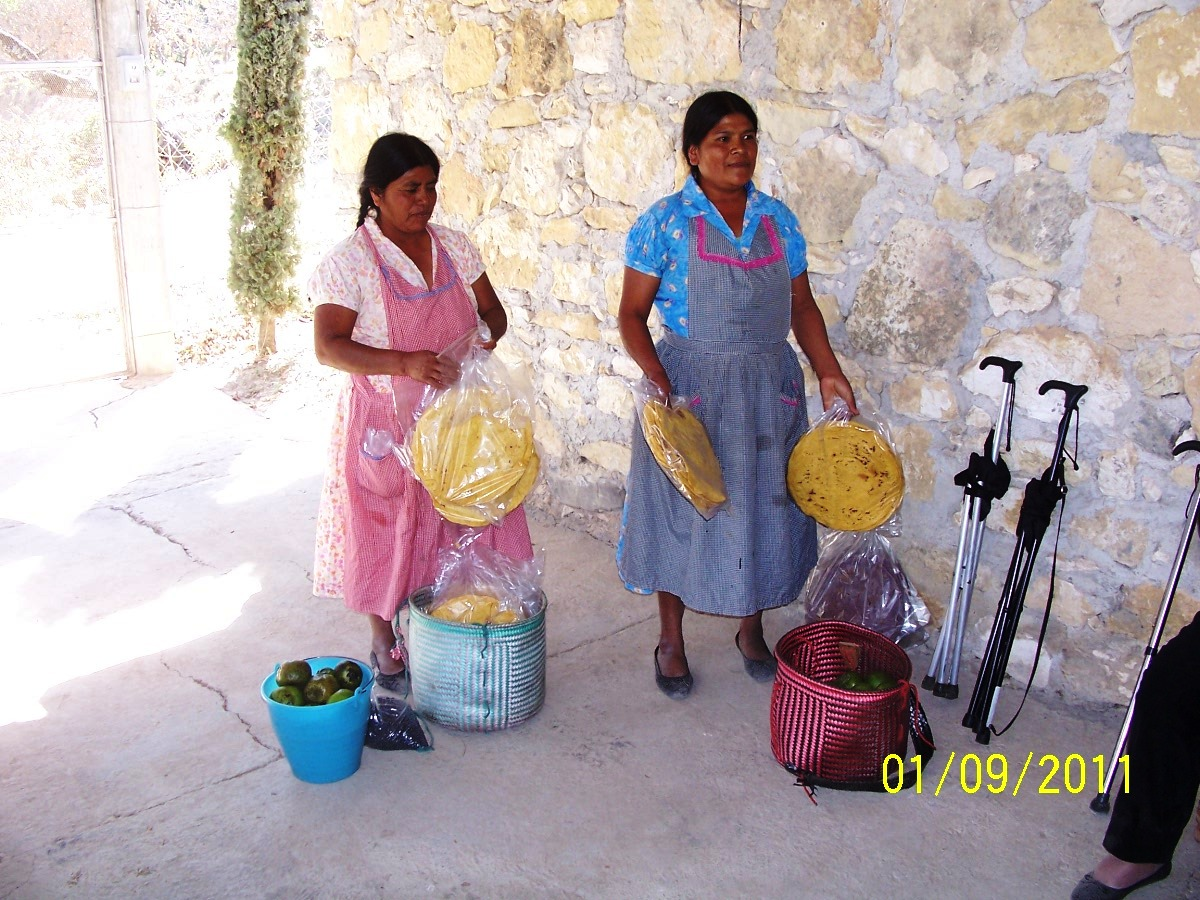
Vendedoras de tortillas y zapotes en San Juan Achiutla. 2010

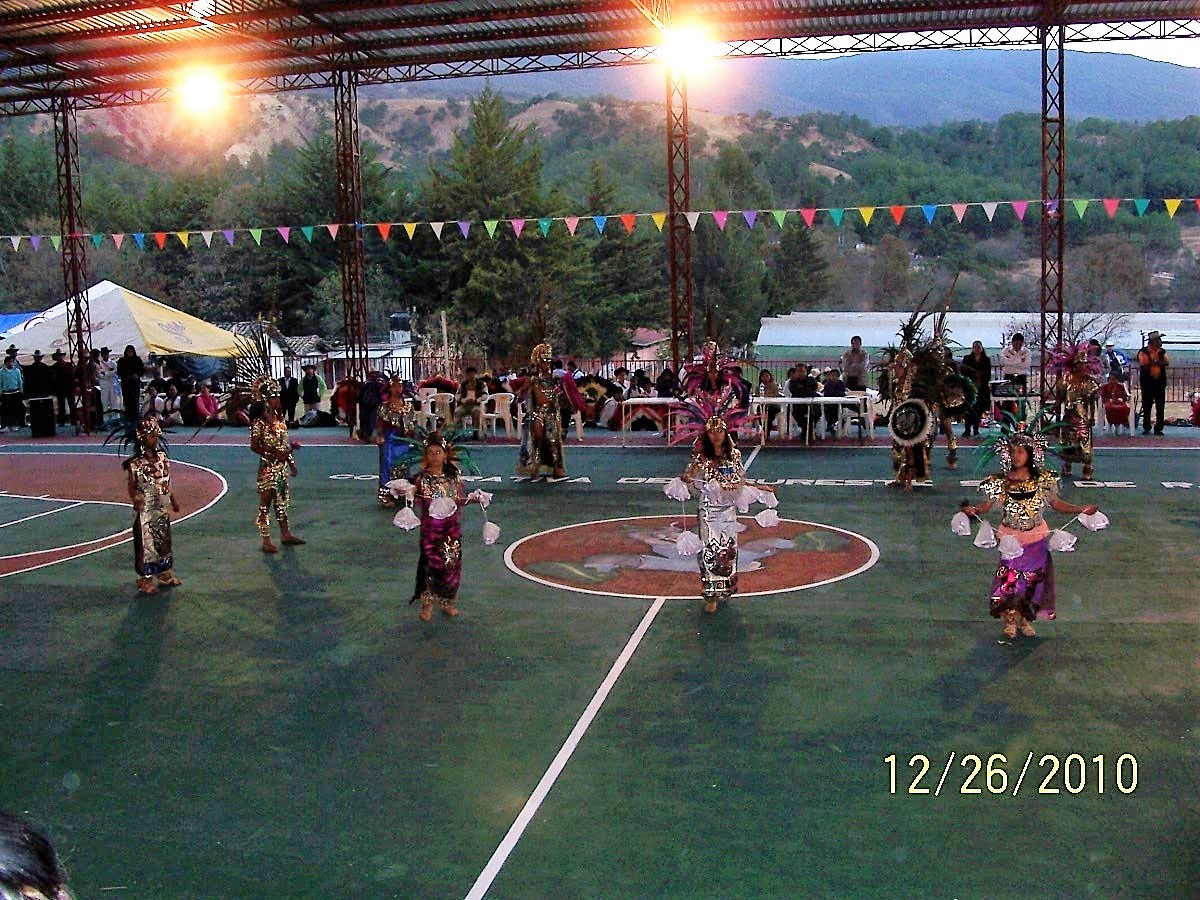
Bailable durante la fiesta patronal en 2010

- En julio de 2011, como consecuencia y en seguimiento de la obra de Raúl Ruiz Bautista, es publicado en Wikipedia, La enciclopedia libre, el primer artículo sobre San Juan Achiutla, que inicia la recuperación de la identidad y la memoria histórica y cultural del lugar, de sus habitantes, de los emigrados y de sus descendientes, muchos de ellos mixtecos nacidos en otras partes del país y en el extranjero.
- En enero de 2012 es publicada la versión en inglés del artículo San Juan Achiutla en Wikipedia, the Free Encyclopedia.
- En 2012 se inicia la pavimentación del camino Ixtapa - Tlacotepec a partir de San Felipe Ixtapa siendo el primer pueblo beneficiado Santo Tomás Tecolotitlán. En enero de 2014 la pavimentación permanece suspendida y abandonada.

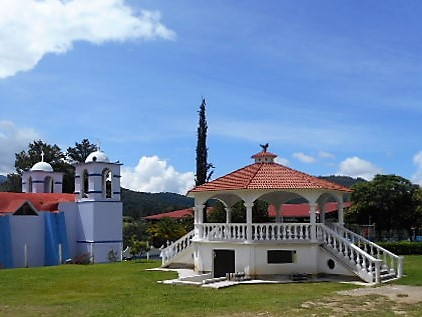
Nuevo quiosco de San Juan Achiutla, Oaxaca, México, 2017.

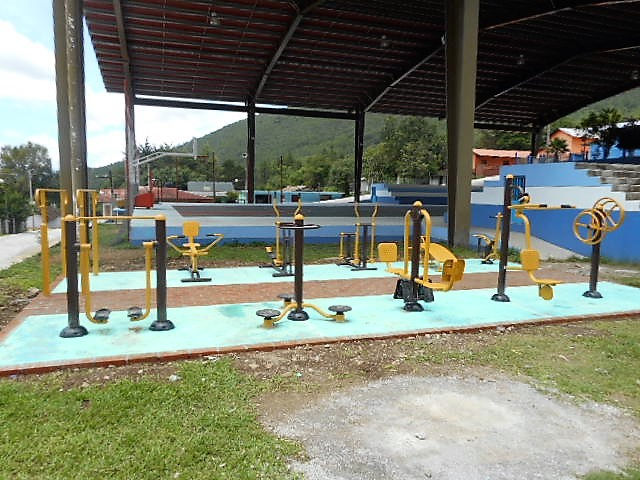
Gimnasio al aire libre instalado en junio de 2017

- Es instalado y el 2 de febrero de 2012 es inaugurado el reloj monumental del frontis de la Iglesia de San Juan Achiutla, en cuya gran y luminosa carátula tiene la leyenda "San Juan Achiutla 2011". Fue donado por la Cofradía del Santo Niño.
- También en 2012, ampliación y nivelación de calles con tierra y grava, a costa de entradas e instalaciones de casas y, en diversos casos, de parte de predios de los comuneros, para cumplir un ficticio “tratado internacional”,[21] transgrediéndose la Constitución mexicana,[22][23] la Constitución del Estado de Oaxaca,[24] la Ley Agraria,[25] y la Ley Orgánica Municipal del Estado de Oaxaca.[26]
- En 2013 sustitución del pabellón - auditorio municipal por uno nuevo y remodelación de sus gradas y cancha de basquetbol.
- En 2016 se demolió el antiguo kiosko y se construyó uno nuevo.
- El 8 de febrero de 2017, el Tribunal Electoral del Estado de Oaxaca comunicó que Leticia Ramírez Bautista y otras 21 mujeres de San Juan Achiutla promovieron juicio electoral contra la validación del Consejo General del Instituto Estatal Electoral y de Participación Ciudadana del Estado de Oaxaca (IEEPCO) de la elección ordinaria de concejales para integrar el cabildo del ayuntamiento el 9 de octubre de 2016, por no habérseles permitido su participación en los comicios del 8 de octubre de 2016[27] porque:

1. “No se encontraban en el padrón municipal por no realizar el tequio en la comunidad”[28] y porque
2. “Únicamente tenían derecho a votar los hombres, así como mujeres solteras o viudas, pero no las casadas"

El Tribunal consideró fueron vulnerados los derechos de las mujeres a:
1. Votar y ser votadas.[29]
2. La igualdad.[30]
3. La no discriminación[31]

En consecuencia decretó: 
1. La nulidad del acta de asamblea del 9 de octubre de 2016.
2. Revocó el acuerdo de validación de la misma.
3. Dejó sin efectos jurídicos las constancias expedidas a favor de los concejales electos y
4. Ordenó que de inmediato se convocara a elección extraordinaria de concejales' para el periodo 2017-2019.[32]

Dicha resolución, correcta, no fue cumplida.

### 2020
- El 23 de marzo de 2020 el gobierno mexicano reconoció epidemia causada por el virus SARS-CoV2 (COVID-19) en México.[34] El 27 de marzo siguiente la presidencia municipal de San Juan Achiutla comunicó a quienes quisieran visitar el Municipio se abstuvieran en lo posible de ello, que en puntos de revisión de tener síntomas los harían retornar a sus lugares de origen y que quienes llegaran a la población deberían permanecer en sus casas, guardar la distancia respecto a otras personas, no socializar en el centro de la población ni saludar físicamente.[35]
- El 9 de abril de 2020 la presidencia municipal comunicó que en Chalcatongo de Hidalgo, mismo Estado de Oaxaca, se presentó un primer caso positivo de COVID-19, persona que llegó de la Ciudad de México, hecho por el que solicitó nuevamente no viajar a San Juan, ya que en el municipio se tenían “más de 200 adultos mayores y de ellos 24 hipertensos y 19 diabéticos, quienes son la población más vulnerable y sólo se infectarían por la vía de sus propios familiares”.[36]
- En julio 22 de 2020, en reporte de casos de COVID-19 por municipio en Internet se reportaba sólo un caso sospechoso en San Juan Achiutla que nunca se confirmó.
- El 22 de octubre de 2020 el Ayuntamiento comunicó a los habitantes del Municipio y a los achiutlecos radicados en otros lugares la suspensión de todas las actividades del Día de Muertos, incluyendo visitas al panteón los días 1 y 2 de noviembre, así como de celebraciones eclesiásticas y convivios.[37] Empero diversas familias de dentro y fuera del Pueblo asistieron a poner ofrendas al panteón días antes o después de esas fechas.
- En diciembre de 2020 no se realizaron posadas, pastorela en Navidad ni fiesta patronal el día 27 por causa de la pandemia de COVID-19, celebraciones que se venían realizando ininterrumpidamente desde tiempos inmemoriales.
- El 11 de febrero de 2021 el Municipio dispuso que los cadáveres de paisanos fallecidos fuera de él, podrían ingresar sólo si no murieron por COVID-19, lo que se constataría en acta de defunción, admitido el cuerpo, se prohibió realizar velación y novenario, visitar el domicilio de la persona fallecida, el ataúd sólo podría ser acompañado a su sepultura por cuatro personas, luego de lo cual los familiares serían escoltados para que regresaran a su lugar de residencia de inmediato. También que sólo sería permitido a los radicados en el Pueblo que cuatro personas acompañaran al cuerpo. De morir personas por COVID-19 en San Juan no se permitiría a familiares radicados fuera asistir al funeral. También se dispuso uso obligatorio de cubrebocas y la prohibición de todo evento que implicara aglomeración. Comenzaron a tener lugar los entierros durante la noche de fallecidos fuera del Pueblo e incluso el rechazo de los que se tuvo elementos para atribuir muerte por COVID-19. En algunos casos enterrar el cuerpo de una persona fallecida fuera del Municipio se convirtió en un trámite complicado ante el Municipio.
- El 14 de abril de 2021 fueron vacunados los adultos mayores de 60 años del Pueblo con lo que se inició la inmunización de los pobladores.
- Debido a los efectos de sequía prolongada en no pocas entidades y municipios de México, en julio de 2023 se construyó y puso en servicio la caja de agua ubicada en “El Calvario”, con capacidad de cien mil litros de reserva para surtir a los habitantes de la parte baja del Poblado que estaban sufriendo continuos cortes por falta de infraestructura y escases del líquido.
- Con un fondo de doscientos mil pesos del programa "La escuela es nuestra",[38] también en julio de 2023, se construyó y puso en servicio un tanque para almacenamiento de agua potable en la escuela primaria “Francisco I. Madero” mejorando las condiciones de salud e higiene para alumnos y maestros.
- En forma muy importante, en agosto de 2023 se inauguró la sucursal del Banco del Bienestar para dar servicio a los habitantes del Municipio y a algunas poblaciones vecinas.
- En noviembre de 2023 se construyó y puso en funcionamiento el sistema de agua potable del paraje Nduachite,[39] para surtir de líquido al Barrio de Dolores.
- En diciembre de 2023 se construyó la primera etapa de pavimentación de la calle que conduce al panteón municipal y se demolieron los restos de la antigua baranda del puente sobre el río Los Sabinos, construyéndose una nueva y moderna, pues la anterior estaba muy derruida y peligrosa.
- En 2023 el Gobierno Municipal consiguió que por primera vez el Instituto Mexicano del Seguro Social asignara a un médico titulado permanente al Centro de Salud del Municipio, pues durante toda la existencia ese Centro había sido atendido principalmente por pasantes de medicina temporales y por el personal de enfermería.
- En el mismo año, el Cabildo municipal consiguió que la Comisión Federal de Electricidad a través de su programa "CFE Telecomunicaciones e Internet para Todos",[40] instalara un teléfono público gratuito en el edificio municipal.
- En noviembre de 2024 se inauguraron con verificación del gobierno del Estado y de los auditores de obra municipales 1) la pavimentación con concreto hidráulico completa de la calle Reforma hasta el arco entrada al panteón municipal; 2) la pavimentación también con concreto hidráulico de la ascendente calle Benito Juárez hasta el Banco del Bienestar, y 3) la caja o depósito para almacenamiento de agua potable para el barrio de Dolores en el paraje Nduachite, con el que se aseguró el suministro de líquido potable a los habitantes de dicho Barrio por lo menos para los siguientes diez años.
- En febrero de 2025 se inauguró la olla de almacenamiento de agua para riego del paraje La Ciénega.

## Personajes ilustres
- Rutilio Ruiz Hernández, líder social, maestro, campesino y comerciante.
- Raúl Ruiz Bautista, líder social, maestro rural, administrador y escritor. Discípulo de Rutilio Ruiz Hernández.

## Patrimonio cultural e histórico
Se tienen como bienes del patrimonio cultural e histórico de San Juan Achiutla: 

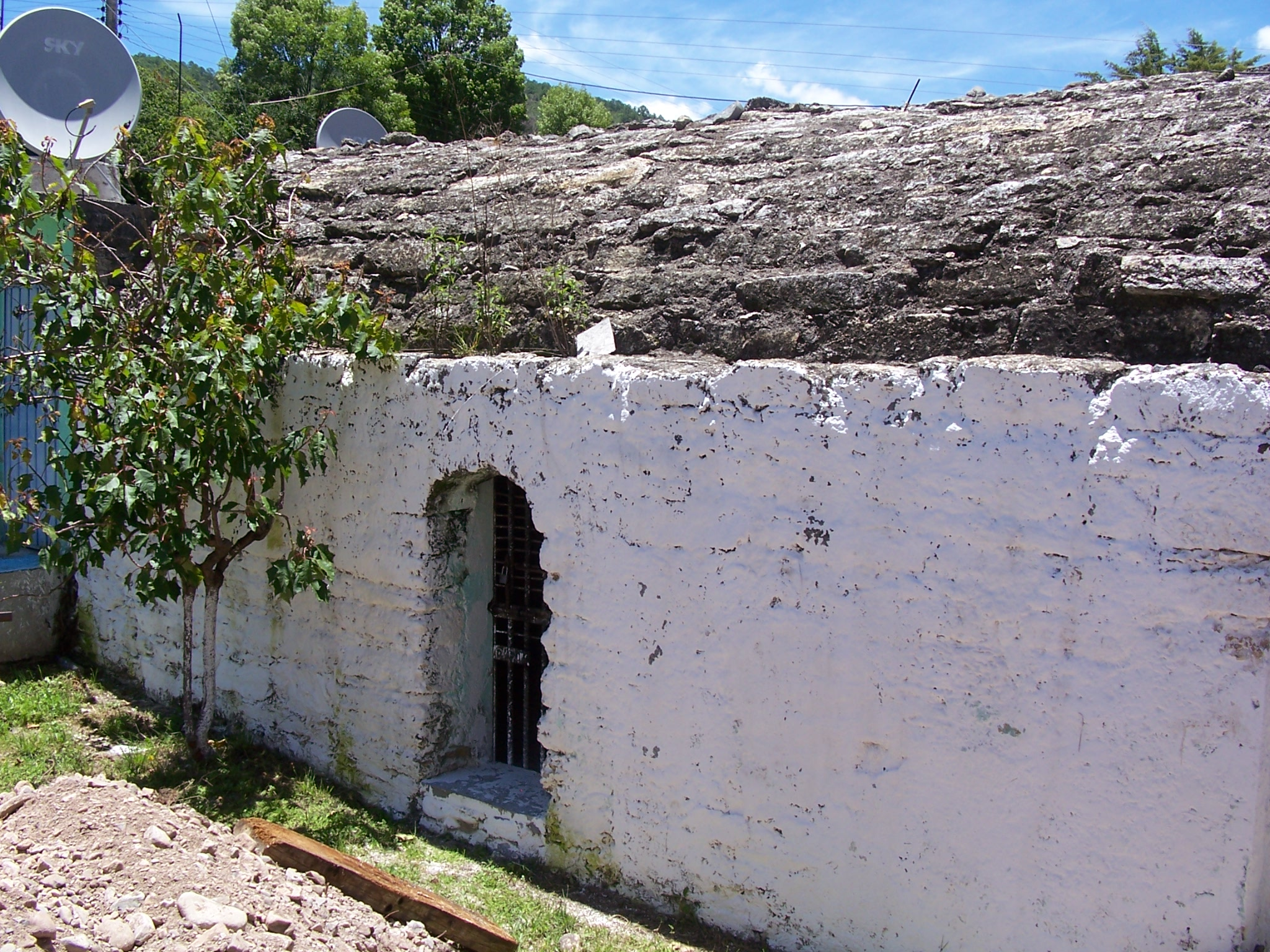
Cárcel de San Juan Achiutla

- Sitio prehispánico de Achiutla y Convento Dominico de San Miguel Achiutla, patrimonio cultural de toda la Mixteca y de la nación mexicana.[41]
- La iglesia de San Juan Evangelista.
- Colección de pinturas al óleo del siglo XVIII de la iglesia de San Juan Evangelista (en 2017 se constató que han sido retiradas y sustitutidas por murales de baja calidad. El lugar, condiciones y responsables del resguardo de esta colección se desconocen)
- La caja de agua del paraje “El Chorrito”
- La cárcel y los edificios municipales contiguos a la misma.
- El Palacio Municipal.
- El quiosco del jardín frontal al Palacio Municipal (Demolido en 2016 y sustituido por uno nuevo).
- El Monumento a la Bandera (Demolido en 2016)
- El libro Camino por la Mixteca. Un testimonio y documentos para la microhistoria de San Juan Achiutla y la Mixteca Alta en el estado de Oaxaca de Raúl Ruiz Bautista, publicado en 2010 y clasificado en el acervo de la Biblioteca del Congreso de los Estados Unidos como de alta relevancia.
- El corrido San Juan Achiutla compuesto por Maciel "Mike" Martínez y publicado por él en Youtube en 2013.

## Tradiciones culturales

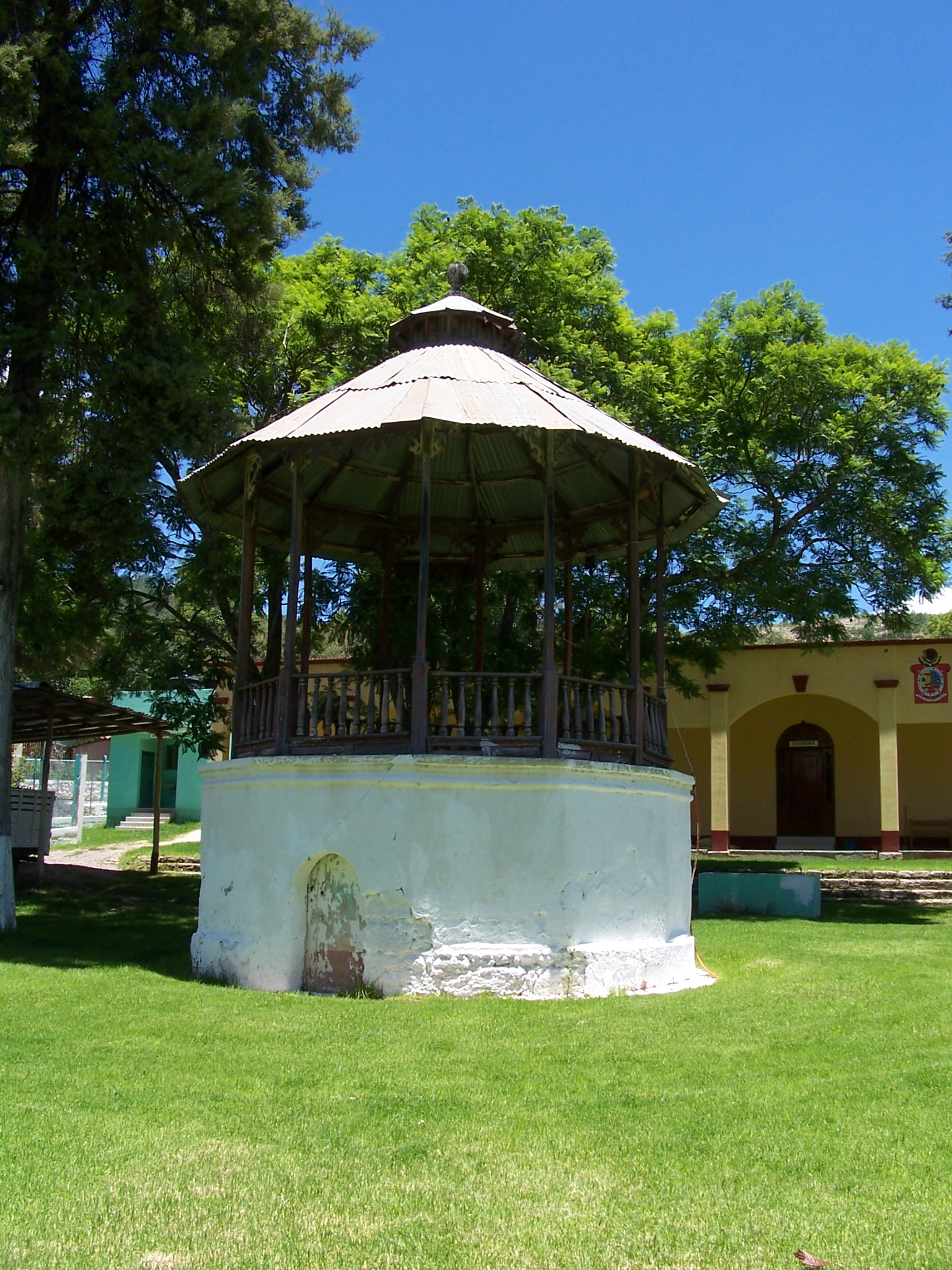
Antiguo quiosco de San Juan Achiutla, demolido en 2016

La cultura mixteca, a la que pertenece San Juan Achiutla y los achiutlecos, es una cultura viva. Véase lo que dice al respecto Ronald Spores: 
Después de la guerra de Independencia los hablantes de la lengua ñu savi (Ñuu Dzaui) conservaron su identidad étnica, sus costumbres, y consiguieron adaptarse a las circunstancias del nuevo país, inicialmente en la Mixteca y eventualmente más allá: en Puebla, los Valles Centrales, el norte y noroeste de México; en la actualidad, pueden encontrarse mixtecos en todas partes de Norteamérica. La tenacidad y capacidad de adaptación de este grupo por más de 3,000 años merece la atención de todos.
La cultura mixteca se ha desarrollado y mantenido durante más de tres milenios en una extensa región que abarca un territorio de 40 000 km², el cual se extiende del sur de Puebla a la costa del Pacífico y del Valle de Oaxaca al este de Guerrero. La Mixteca comprende tres zonas ecológicas: la Mixteca Alta ―escenario del desarrollo de los principales poblados de esta cultura―, la Mixteca Baja ―o Ñuiñe (“Tierra Caliente”)― y la Mixteca de la Costa.
Hay que recordar que la cultura mixteca no desapareció con la Conquista, ni durante el periodo colonial, ni en las radicales transformaciones nacionales de los siglos XIX y XX. Existe hoy en la Mixteca, en todas partes de México y en cualquier parte del mundo a donde han llegado los mixtecos en su gran diáspora de adaptación. Muchos han abandonado la Mixteca, pero sus corazones, sentimientos y pensamientos permanecen en su tierra y su tradición.
Como se refleja en la Canción mixteca, entre los múltiples grupos étnicos que forman la República Mexicana, quizás la nación más sentimental, nostálgica y leal a sus raíces es el ñu savi, la nación mixteca.
En San Juan Achiutla se conservan las siguientes antiguas tradiciones culturales:
- El tequio que es la prestación de trabajo no remunerado en las obras y servicios públicos que toda persona mayor de 18 años debe a la comunidad indígena, asignando a las mujeres los trabajos más ligeros, tiene una periodicidad regularmente mensual. Después de los 64 años termina la obligación de prestar el tequio. Cuando un emigrado retorna a vivir al municipio definitivamente, se avisa de su regreso y, si no tiene más de 64 años, reinicia con el cumplimiento del tequio como cualquier otro habitante. Cuando algunos miembros de la comunidad no participan en un tequio, sea por compromisos personales o por enfermedad, tienen que reponerlo en un “tequio de fallos” que se organiza para que asistan los que por alguna causa fallaron, de modo que siempre se cumple y se está al corriente con el tequio, práctica organizada de trabajo en beneficio de la comunidad de San Juan, de la cual se pueden ver fotografías en el artículo Tequio aquí en Wikipedia.
- La Gueza que en San Juan Achiutla es apoyo mutuo en especie o en efectivo que entre vecinos y parientes aportan a aquellos que tienen alguna celebración, festividad o compromiso, como bodas, bautizos, funerales o mayordomías. La recepción de la gueza que traen familiares y amigos es un acto solemne en que se pronuncian pequeños discursos al entregar y recibir, quedando un acostumbrado compromiso de espontáneamente reciprocar la ayuda en el momento en que la contraparte lo necesite.
- La mayordomía de la fiesta patronal para San Juan Evangelista el 27 de diciembre que es la responsabilidad de un particular de realizar la celebración del santo patrón San Juan, esta costumbre empero es de gran carga económica para quien la asume.
- Las Posadas que son los festejos durante los ocho días previos a la Navidad en que se pone el nacimiento, que también son una erogación para aquellos que dan posada a Los Peregrinos, en que con las imágenes de Los Peregrinos, en procesión se pide la posada a los de la casa, quienes al darla luego de ruegos y dudas, ofrecen a los peregrinos bebidas calientes, tamales, aguinaldos, colaciones, recuerdos, se rompen piñatas, se reza el rosario.
- La pastorela del pueblo, puesta en escena de la que se pierde en la memoria de los más viejos desde cuando se representa, lo que dicen es que sus padres y abuelos a su vez mencionaban que cuando ellos eran niños, la pastorela ya se representaba, por lo que su origen se desvanece en el lejano pasado. El hecho es que año con año, cada 24 de diciembre se realiza la representación pastoril del nacimiento de Jesucristo, con la participación de campesinos-actores voluntarios y patrocinio de los padrinos de la Pastorela, una de las familias del pequeño pueblo entre las montañas que para ello se ofrecen. Debe mencionarse que no existe ni ha existido ningún apoyo gubernamental o de alguna organización cultural para realizar esta celebración, debiéndose únicamente a la persistencia y voluntad de los achiutlecos en conservar su tradicional y devota puesta en escena. Pueden verse las fotografías de la pastorela 2019 de San Juan Achiutla en la sección "Una pastorela mexicana" del artículo Pastorela aquí en Wikipedia.
- La danza del guajolote, en que el mayordomo saliente entrega como obsequio a través de danzantes una de estas aves al nuevo mayordomo.
- La música de banda de viento presente en cada fiesta, tanto religiosa como social.
- La leyenda prehispánica del Flechador del Sol, en la que se menciona a  Achiutla.

La tradicional fiesta patronal y mayordomía de San Juan Achiutla se festeja cada 27 de diciembre. He aquí algunas imágenes de la que se celebró el año 2018.  

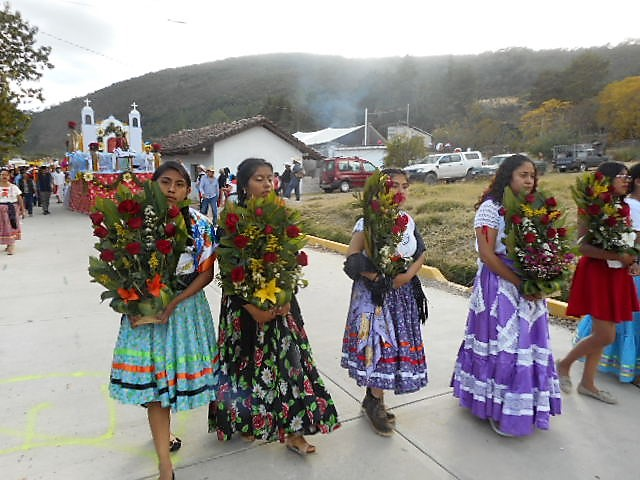
Calenda en San Juan Achiutla, Oaxaca, México.jpg
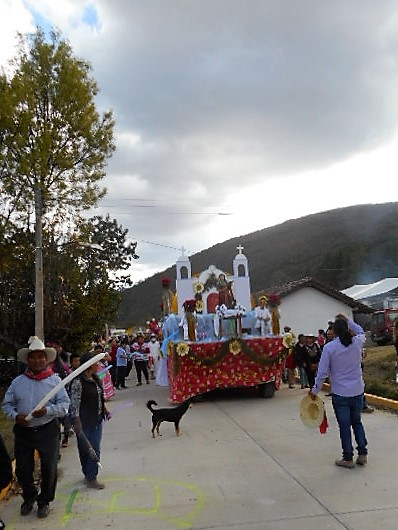
Calenda en San Juan Achiutla, Oaxaca, México.jpg
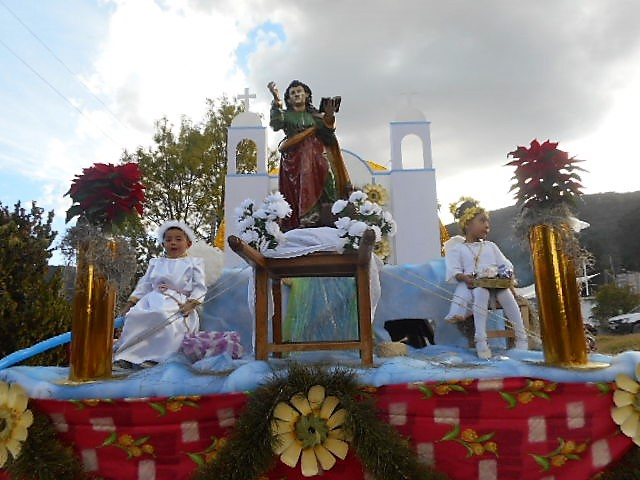
Calenda en en San Juan Achiutla, Oaxaca, México.jpg
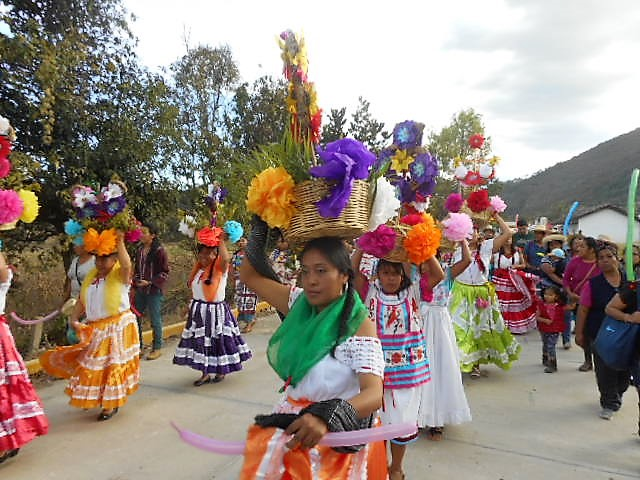
Calenda en en San Juan Achiutla, Oaxaca, México.jpg
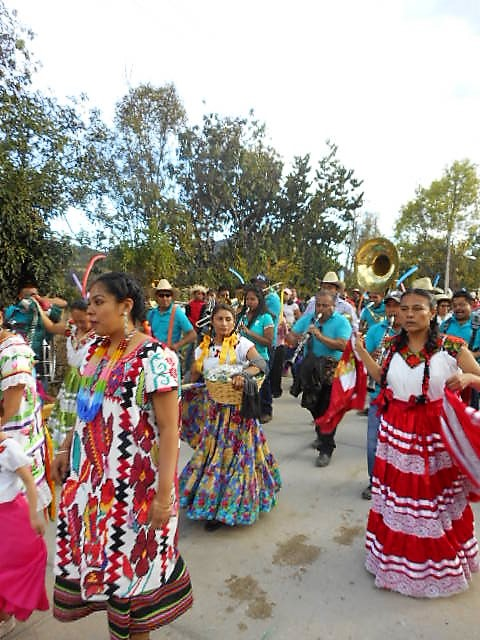
Calenda en San Juan Achiutla, Oaxaca, México.jpg
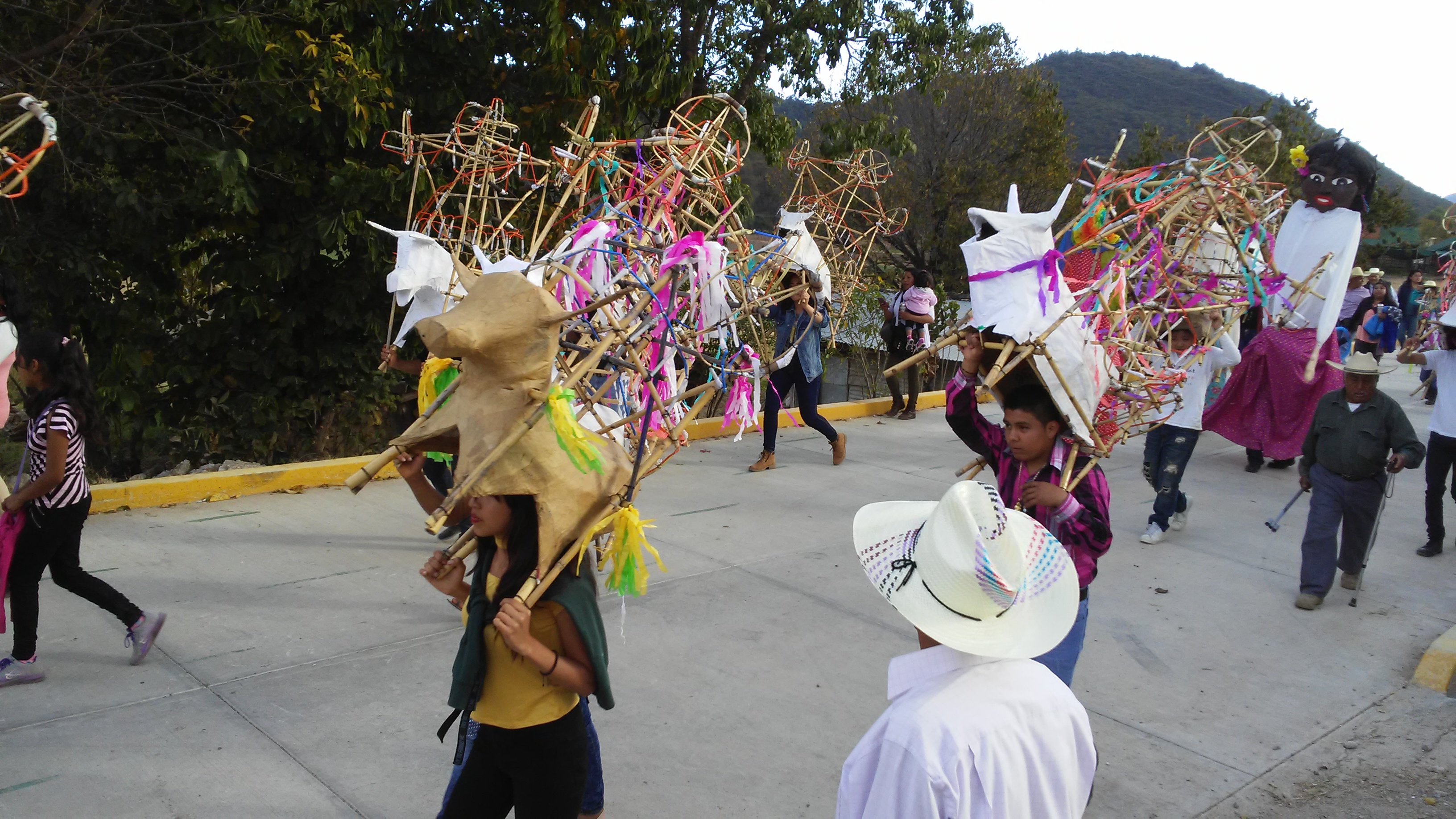
Calenda en San Juan Achiutla, Oaxaca, México.jpg
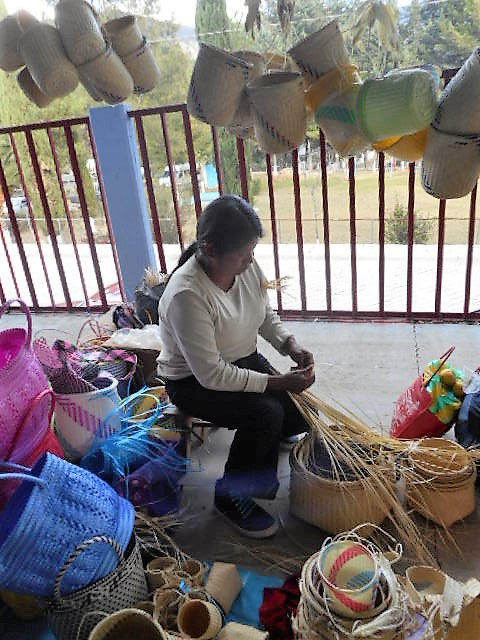
Tejedora de palma en el mercado de San Juan Achiutla, Oaxaca, México.jpg
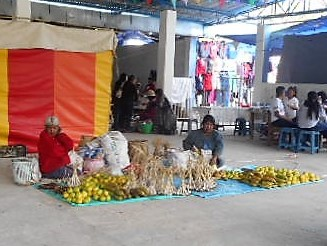
Vendedoras de ajos y fruta en el mercado de San Juan Achiutla, Oaxaca, México.jpg
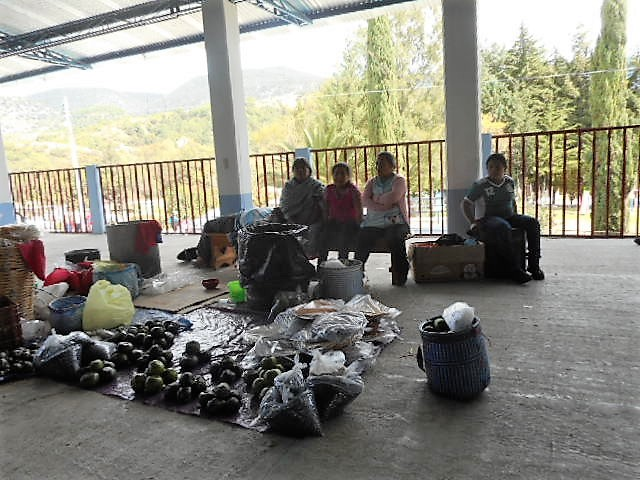
Vendedoras mixtecas de zapotes en el merdado de San Juan Achiutla, Oaxaca, México.jpg
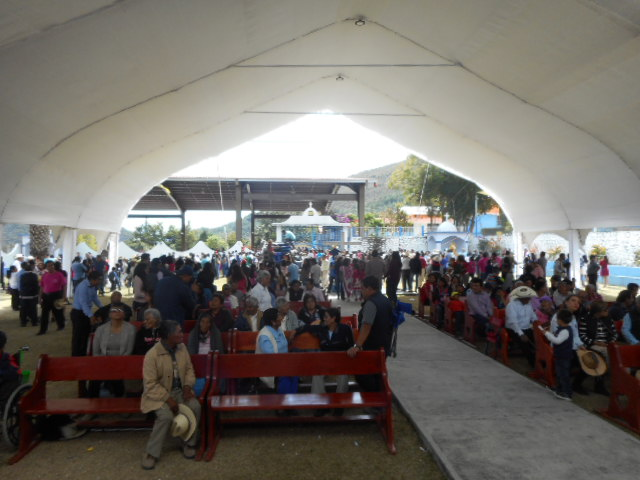
Oficios religiosos en San Juan Achiutla, Oaxaca, México.jpg
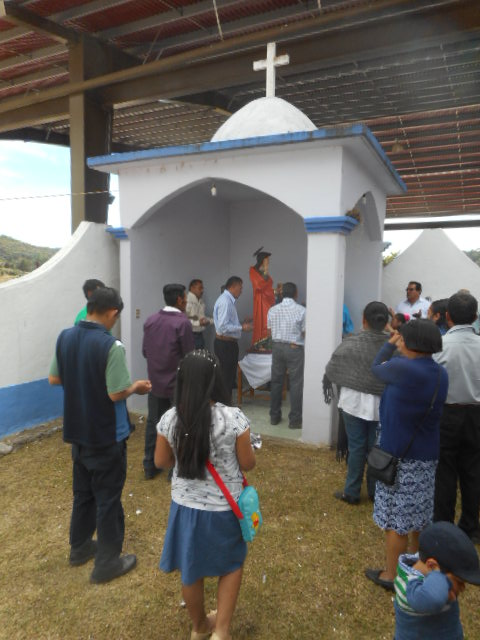
Efigie de San Juan Evangelista en una de las cuatro capillas posas del atrio de la iglesia de San Juan Achiutla, Oaxaca, México.jpg
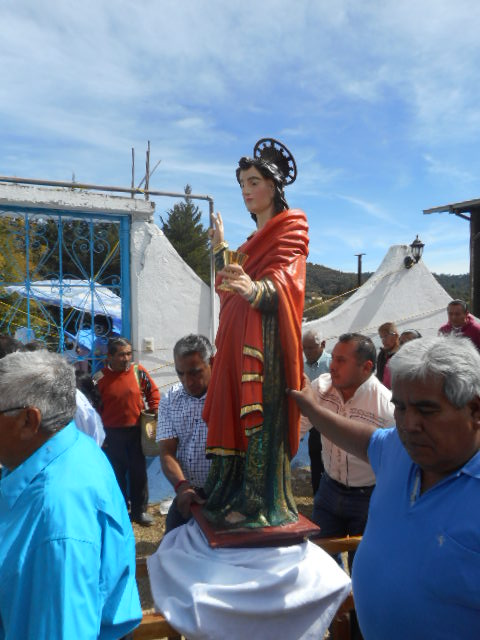
Procesión de devotos conduciendo la efigie de San Juan Evangelista en San Juan Achiutla, Oaxaca, México.jpg
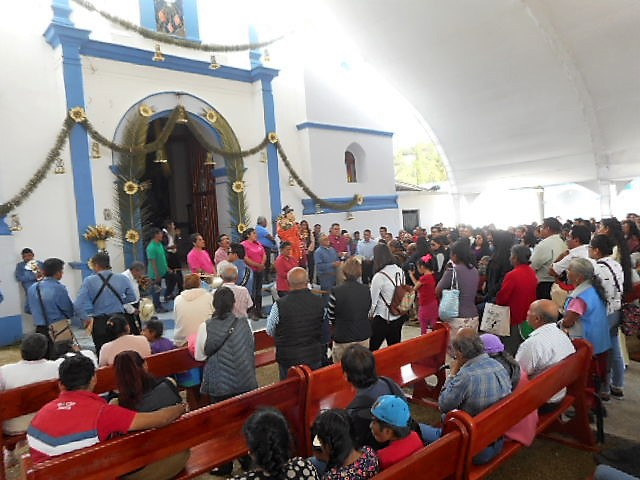
Presentación de la nueva mayordomía en San Juan Achiutla, Oaxaca, México. 2018.jpg
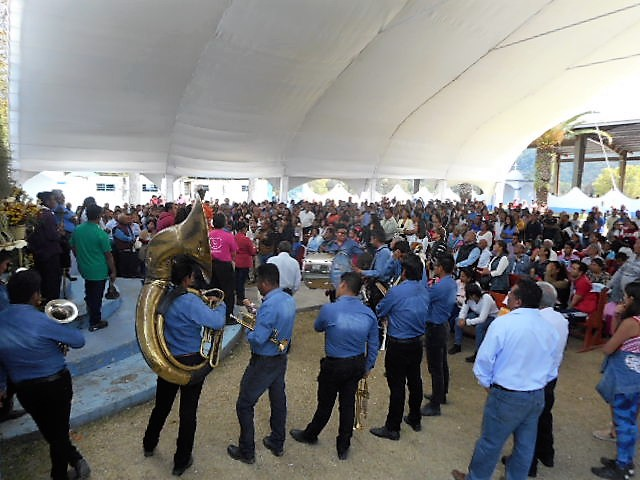
Ceremonia de presentación de mayordomos en San Juan Achiutla, Oaxaca, México.jpg
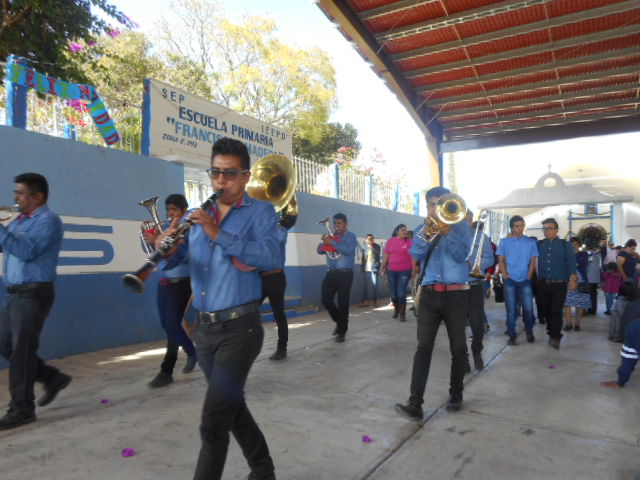
Banda festiva en las fiestas de San Juan Achiutla, Oaxaca, México. .jpg
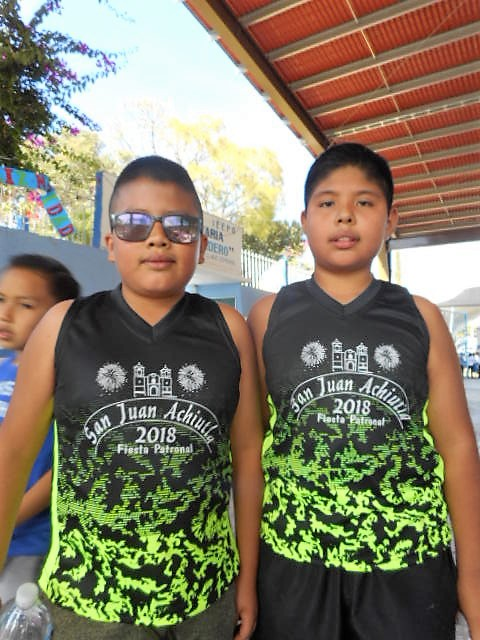
Niños basquetbolistas del equipo infantil de San Juan Achiutla, Oaxaca, México.jpg
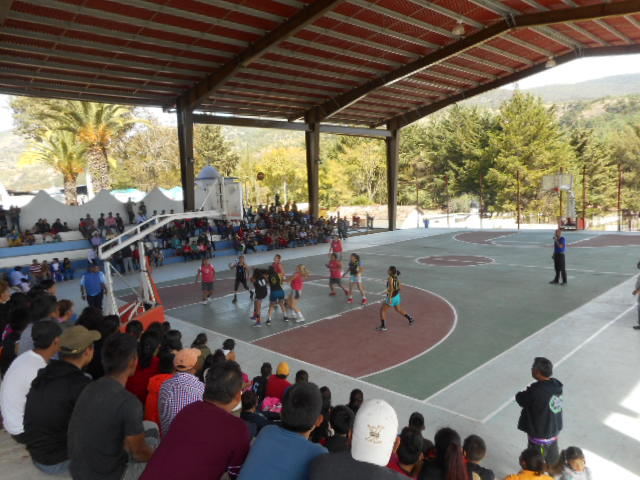
Partido de basquetbol femenil en San Juan Achiutla, Oaxaca, México. .jpg
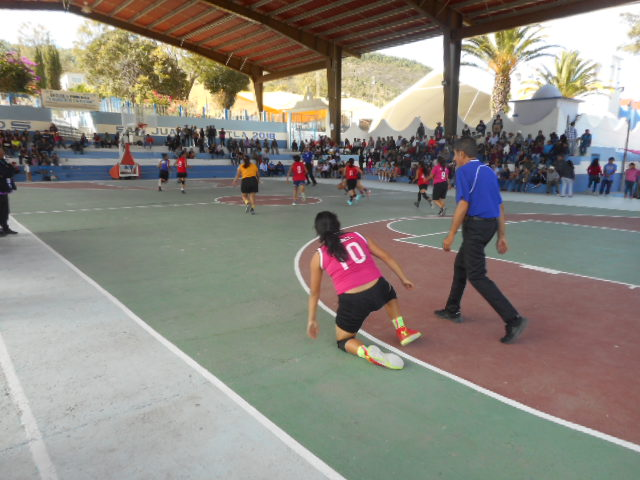
Partido de basquetbol femenil en San Juan Achiutla, Oaxaca, México. .jpg
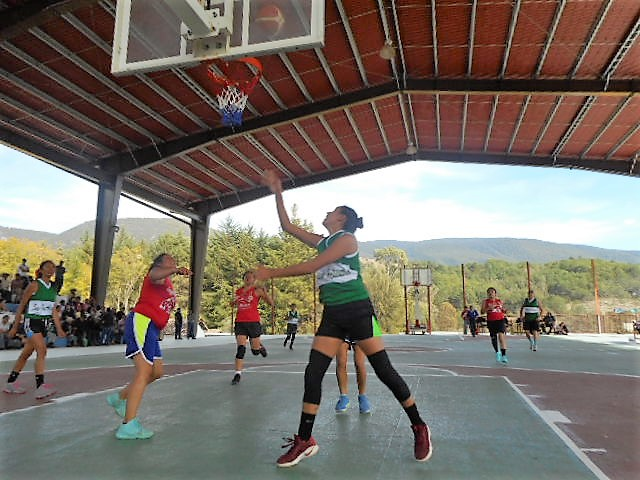
Partido de basquetbol femenil en San Juan Achiutla, Oaxaca, México. .jpg
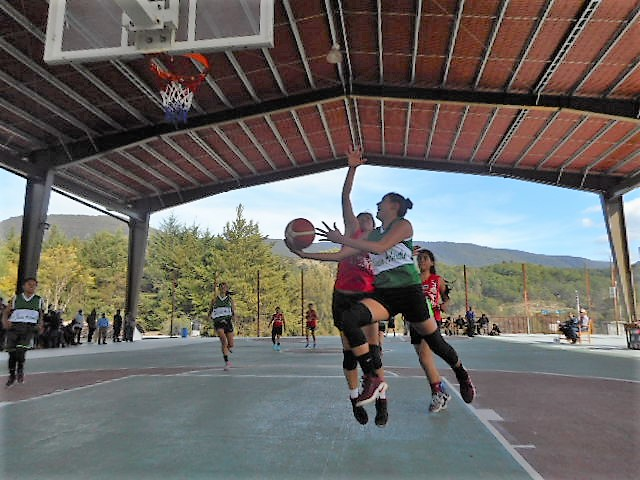
Partido de basquetbol femenil en en San Juan Achiutla, Oaxaca, México. .jpg
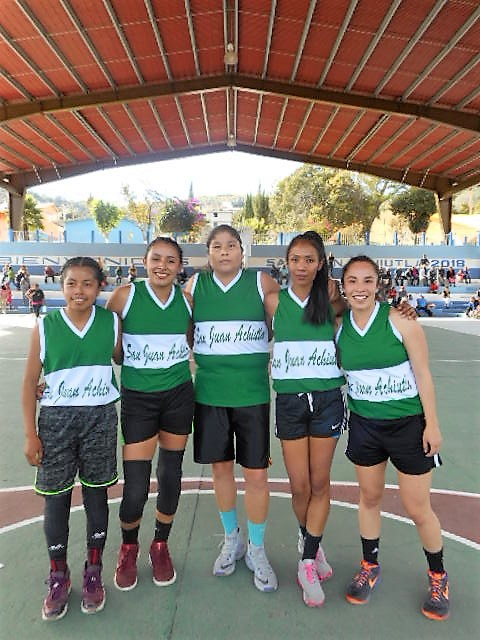
Equipo de basquetbol femenil de San Juan Achiutla, Oaxaca, México. 2018.jpg

## Bibliografía

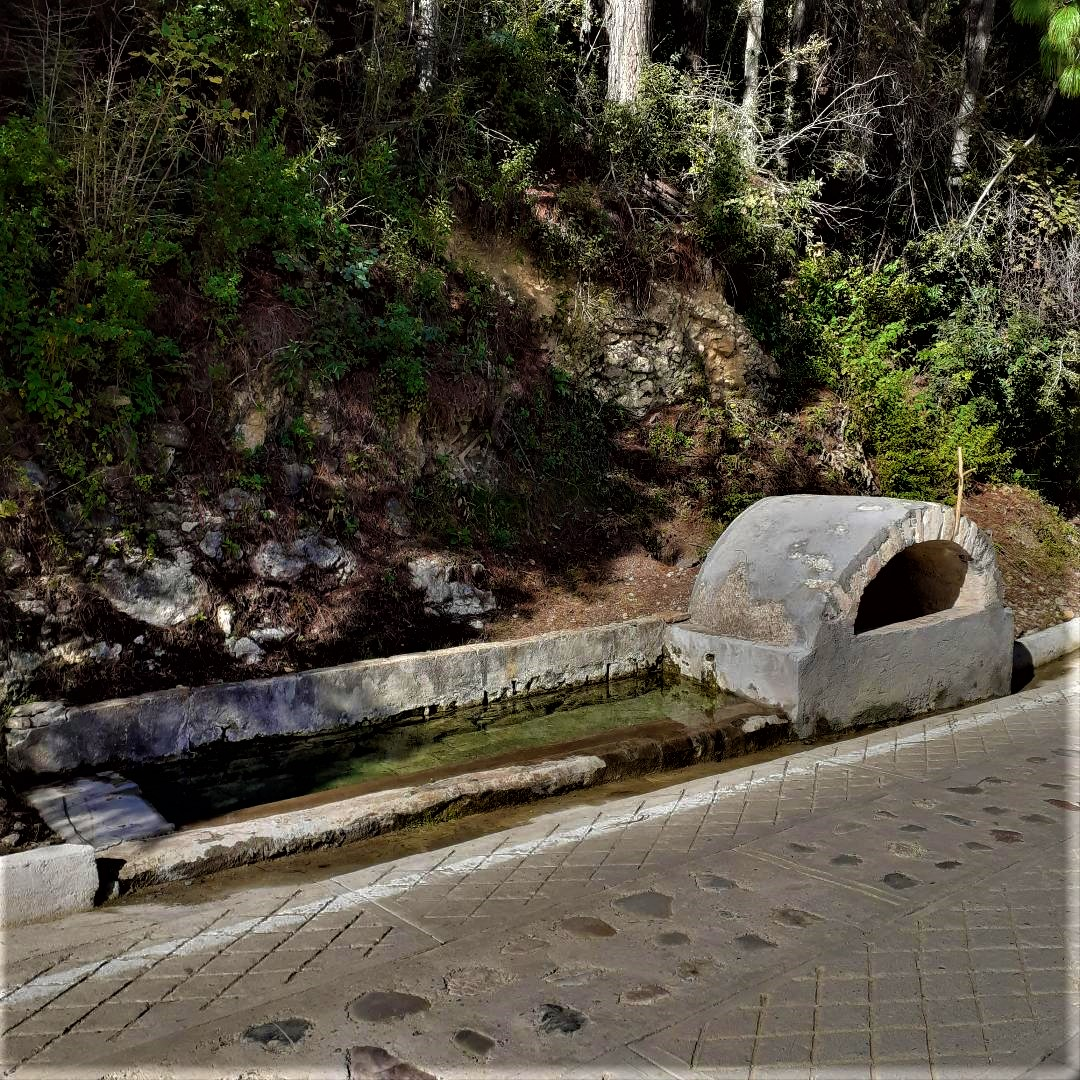
Caja de agua "El chorrito" en San Juan Achiutla